# Gustavo Cerati
Gustavo Adrián Cerati (Buenos Aires, 11 de agosto de 1959-Buenos Aires, 4 de septiembre de 2014) fue un músico, cantautor y productor discográfico argentino que obtuvo reconocimiento por haber sido el líder, vocalista, compositor y guitarrista de la banda de rock Soda Stereo. La prensa especializada y otros músicos lo consideran como uno de los artistas más influyentes del rock latinoamericano.
Influenciado por las bandas británicas The Beatles y The Police, Cerati integró diversas agrupaciones desde su adolescencia y en 1982 fundó la banda de rock latino Soda Stereo. Líder y principal compositor del conjunto, a partir de Signos (1986) su forma de hacer canciones comenzó a madurar, y su consolidación la alcanzó a comienzos de los años 1990 con Canción animal, en el que volvía a las raíces del rock argentino de los años 1970. Paralelo a su carrera con el grupo, en 1992 publicó a dúo con Daniel Melero el álbum Colores santos, considerado uno de los primeros en Sudamérica en incluir música electrónica, y al año siguiente, el primero como solista, Amor amarillo. Su gusto por la electrónica lo llevó a incorporarla a sus últimos trabajos con Soda Stereo. Después de la separación de la banda, lanzó Bocanada (1999) y Siempre es hoy (2002), donde mostró más su interés por el género, que manifestó libremente en sus proyectos alternos Plan V y Ocio, con la edición de álbumes y presentaciones que le dieron mayor difusión a este tipo de música.
En 2006, retomó el estilo roquero con su cuarto disco Ahí vamos, que recibió elogios del público y de la crítica. Dicho trabajo contiene algunos de sus éxitos en solitario como «Crimen», «La excepción», «Adiós», «Lago en el cielo» y «Me quedo aquí». En 2007, se reunió con Soda Stereo tras diez años de separación en una gira que reunió a más de un millón de espectadores. En 2010, quedó en estado de coma tras padecer un accidente cerebrovascular, luego de finalizar un concierto en el que promocionaba su último álbum, Fuerza natural (2009). Falleció a la edad de 55 años a causa de un paro respiratorio en 2014.
Cerati fue un prolífico sesionista, siendo guitarrista invitado en temas de Caifanes, Babasónicos y Los Brujos, y colaboró como cantante y productor en canciones con Charly García, Andrés Calamaro, Shakira, Andy Summers, Roger Waters y Mercedes Sosa, entre otros. A lo largo de su carrera como solista, vendió más de siete millones de discos y ganó numerosos premios, entre ellos Grammy Latino, MTV, Konex y Gardel. En 2012, la versión argentina de la revista Rolling Stone posicionó a Cerati en el séptimo lugar de los cien mejores guitarristas del rock argentino. En 2023, la revista Billboard lo ubicó en el puesto número 33 de los 50 mejores cantantes de rock de todos los tiempos, mientras que la revista estadounidense Rolling Stone lo clasificó en el puesto 230 en su lista de los 250 mejores guitarristas de todos los tiempos.

## Primeros años
Gustavo Cerati nació el 11 de agosto de 1959 en el barrio Palermo Chico, en el Sanatorio Mater Dei de Buenos Aires (Argentina); hijo primogénito de Juan José Cerati y Lilian Clarke, quienes se conocieron trabajando como contador y taquidactilógrafa en Esso. De ascendencia italiana por rama paterna e irlandesa y vasco-francesa por rama materna, sus padres contrajeron matrimonio en 1957, y al año de casados se habían instalado en Barracas, luego tuvieron dos hijas: Estela y Laura. A los seis años lo inscribieron en un colegio estatal y, a medida que aprendía a leer, descubrió los cómics y por consiguiente su primera gran pasión: el dibujo. Clarke remembró que cada vez que Juan José volvía del trabajo, le compraba algún cómic de Superman, Tarzán o Flash, y de estos tomaba la base para crear historias como Supercerebro, parecido a Superman, o el hombre alado Argos, un símil a Batman que sobrevolaba las ciudades de noche. Aunque no era una persona religiosa y era más de historietas, también leía libros como los fascículos, el cual era de su agrado y que de vez en cuando volvía a leerlos ya de grande.
Su primer recuerdo musical fue The Beatles cuando iba en el jardín de infantes, solía jugar que cantaba «Twist and Shout» tocando una escoba como guitarra. Le gustaba escuchar en la radio el tema «Monsieur Yamamoto» del cantante francés Hervé Vilard, entonces le pidió a su padre dinero para poder comprarse un vinilo que contuviera esa canción y adquirió un compilado, que, además de poseer el tema, incluía también «To Love Somebody» de Bee Gees, «Pictures of Lily» de The Who y «Purple Haze» de The Jimi Hendrix Experience, el último llamó especialmente su atención por su potente distorsión al punto de pensar que se habían estropeado los parlantes de su tocadiscos.  A los nueve años sus padres le obsequiaron una guitarra criolla, momento en que crecería su interés por la música. Dos semanas después de ese hecho, tomó clases de guitarra con una profesora y luego de mudarse al barrio Villa Ortúzar continuó con otro maestro. Cerati era zurdo pero aprendió a tocar como diestro , estaba dividido entre la música y el dibujo, cuando le gustaba un acorde lo trazaba en una hoja cuadriculada, en tanto practicaba con Deep Purple, Black Sabbath, Led Zeppelin, Commodores, Earth Wind & Fire y Parliament. Utilizaba un grabador para aprender inglés, que podía reducir la velocidad y grabar en tres canales, para sacar los solos de Ritchie Blackmore, como el de «Highway Star». Un profesor le dijo que jamás tocaría bien la guitarra por tener un «dedo pulgar alargado y medio tirado para atrás», que sobresalía al poner la mano en el diapasón. Ya por entonces poseía un buen oído capaz de identificar cuando una cuerda estaba desafinada y de reproducir la nota correcta con su voz. Decidido a buscar un mejor maestro para continuar con su progreso, en 1974 empezó a tomar lecciones con Enrique Berro-García durante dos años y medio.
Sus primeras bandas las habría hecho cuando tenía doce años junto con amigos de otros barrios, relato que cuestionó su biógrafo Sergio Marchi debido a que era muy joven para haber ido a sitios tan lejanos. No obstante, ya para esa época ya tenía un proyecto musical según un amigo del colegio, que le prestaba su casa para que ensayará con unos chicos cuando se conocieron en 1973. En 1975 o 1976, armó el grupo Koala que hacía música afroamericana y en el que asumió la guitarra rítmica. Cerati hizo la mayor parte de la primaria y la secundaria en su totalidad en el colegio parroquial San Roque, lugar en donde tocaba con su banda en las misas, y donde compuso sus primeras canciones como «Desértico» y «Nazcamos juntos» de base rock progresivo que tocaba con wah-wah, con la que Koala obtuvo el segundo lugar en el concurso Canción Navideña de 1977, organizado y emitido en el Teatro Coliseo por Canal 9 con León Gieco y Carlos Cutaia entre el jurado. Previo a esto, lo habían retirado del coro de su colegio del que formaba parte por cometer un acto de indisciplina, y no lo reintegraron a pesar de que uno de los sacerdotes lo felicitó por su participación en el concurso. Más tarde, entró a suplir al guitarrista de la banda de la cantante Manuela Bravo y permaneció ahí por un breve tiempo. Cerati dijo que la música salvaba su vida; en 1978 debía que cumplir con el servicio militar obligatorio, y logró salirse gracias a un concurso folclórico al que ingresó.
A mediados de los setenta, su padre en sus viajes por motivos de trabajo a Miami le traía de regalo vinilos de rock difíciles de conseguir en Argentina. En uno de esos viajes, concretamente en 1979, le trajo una guitarra eléctrica Gibson SG de color marrón. Ese año se inscribió en la Universidad del Salvador para estudiar publicidad, motivado en parte para poder tener estabilidad económica, encontró en esta carrera una forma de desarrollar algunos dotes artísticos como su afición por el dibujo. Sin embargo, una vez dentro de la facultad conoció a gente que quería hacer algo relacionado con la música. A comienzos de los ochenta, en paralelo a sus estudios, estuvo en diferentes conjuntos de estilos variados. El único con el que tocó rocanrol y blues, presuntamente llamado Existencia Terrenal (ET), le permitió descubrir bandas como Sex Pistols y The Police. Integró Savage, que tocaba soul y música disco en fiestas judías, y que incluía entre sus componentes a dos inglesas y una escocesa. De esas presentaciones, Cerati aseguró que improvisaba canciones lentas en el momento y hacía «versiones inventadas», pero a la gente solo le preocupaba bailar. Entre 1981 y 1982 estuvo en el grupo de fusión Vozarrón que mezclaba jazz, rock y folclore, era guitarrista más no el compositor.
En 1981, viajó con Savage a Punta del Este (Uruguay) para presentarse en una discoteca, pero esta cerró y quedaron varados. A raíz de eso, Cerati tuvo que compartir cuarto con Zeta Bosio, compañero suyo en publicidad que estaba en el lugar para tocar con su banda The Morgan, lo que permitió que durante este tiempo estrecharán lazos de amistad fuertes. Por otro lado, Cerati componía temas y era parte de un trío llamado Triciclo, con este grabó un reggae titulado «Ay, nena, ¿Cómo vas a hacer?», difundido en un programa de Radio Rivadavia, y que fue la primera canción que registró en la Sociedad Argentina de Autores y Compositores (SADAIC).

## Carrera

### 1981-1997: Soda Stereo

#### 1981-1991: inicio y éxito
Después de los sucesos en Punta del Este, Bosio reformó a The Morgan e incluyó en la nueva alineación a Cerati, pero la banda duró solo un par de semanas. Ambos intentaron armar dos agrupaciones juntos que también duraron poco: Proyecto Erekto y Stress. Paralelamente, crearon junto con Alfredo Lois y Ernesto Savaglio la agencia de publicidad Hergus & Herlois, que hacía boletines y encargos a marcas y en la que Cerati estaba a cargo de los dibujos y los acabados con Lois. Pronto disolvieron la asociación porque no remuneraba lo suficiente, y, salvo a Savaglio, les motivaba más la música. En 1983, Cerati y Bosio terminaron la carrera con materias a deber y sin presentar la tesis, por lo que egresaron sin obtener la graduación. Para ese entonces ya integraban Los Estereotipos, junto con el baterista Charly Alberti, incorporado al grupo el año anterior gracias a la intervención de Laura Cerati. Cerati ya había dejado Vozarrón pero no a Triciclo, lo que le preocupaba a Bosio, que temía que los dejara a él y a Alberti. En 1983, ya como Soda Stereo, los invitaron al programa de televisión Música total de Canal 9; Cerati en ese momento trabajaba como visitador médico en el Laboratorio Boehringer de Buenos Aires, y como justo coincidía con su horario laboral, pidió el día libre por enfermedad para poder asistir. Sus jefes descubrieron su aparición en televisión, lo que significó en su despido y tomar la decisión de dedicarse por completo a la banda.
Aunque admitió que le dio popularidad el primer álbum, Soda Stereo (1984), Cerati odió el resultado y lo llamó «una porquería». Todos los temas estaban firmados por él, a excepción de «Trátame suavemente», lo que dio lugar al «primer quiebre» de la banda que, a pesar de que en algunos compartía la autoría con los otros integrantes, sobre todo Bosio creía que los créditos debían ser de todo el grupo, algo que no estuvo de acuerdo Cerati, que, si bien le parecía válido si el esfuerzo era compartido, no le parecía justo cuando él estaba «haciendo prácticamente todo», porque todas las canciones surgían a partir de su iniciativa, pero cuando las llevaba a la sala de ensayo para que las trabajaran entre todos, si veía que alguno de sus compañeros tenían una intervención decisiva, les cedía la coautoría. Aunque en esa ocasión no hubo mayor inconveniente, la grieta se hizo cada vez más grande con cada álbum que vino después. El desgaste que le produjo formar la banda, preparar y grabar las canciones en el primer disco para luego presentarlas, le hizo sentir la necesidad de querer experimentar algo distinto antes de grabar el segundo disco, y para ello no podía hacerlo con Soda Stereo; de este modo, formó Fricción con Richard Coleman, Christian Basso y Fernando Samalea, en el que solo asumió la guitarra líder, mientras que el rol de líder, cantante y compositor principal quedó a manos de Coleman, quien definió el proyecto «un grupo alternativo de Gustavo». Entre abril y junio de 1985 dieron tres conciertos en Stud Free Pub, y tanto la prensa como el público experimentado los consagró como una banda underground. Pronto tuvo que abandonar la agrupación por sus compromisos con Soda Stereo, pero continuó como colaborador.

Cerati en una sesión de fotos en 1986

 Los tres participaban activamente en la parte comercial de la banda, pero en lo musical Cerati era el jefe y quien daba las indicaciones, cuidando cada detalle del sonido; adquirieron una dinámica parecida a la de una familia: él era el «padre», líder musical y natural, y referente indiscutido, mientras que Bosio era la «madre» y Alberti el «hijo». Nada personal (1985) tuvo un éxito comercial inmediato y muy superior al del debut, aumentó significativamente la popularidad de Soda Stereo, consagrándolos como el grupo revelación en las encuestas de fin de año, mientras que en la revista Pelo Cerati lideró como guitarrista. Soda Stereo lanzó Signos en 1986 para cumplir su contrato con CBS, el álbum tenía que ser exitoso si querían renovar; Cerati compuso casi todo el material en su departamento solo. Finalizó las letras de las canciones un día antes de tener que cantar; en una entrevista para la revista Rolling Stone en 2006, definió el proceso del disco «sufrido» porque mientras escribía las letras sentía «una excitación muy particular» bajo la influencia de la cocaína que ingería, y confesó que terminó en un hospital «desesperado, pensando que era el fin», pues esa experiencia también le producía tortura. Por otro lado, Signos suscitó aún más el distanciamiento con sus compañeros por los derechos de autor.
En febrero de 1987, Soda Stereo actuó en el XXVIII Festival Internacional de la Canción de Viña del Mar, donde una multitud de fanáticas los recibió a gritos, siguiéndolos a todas partes desde la llegada al aeropuerto, e incluso, introduciéndose al hotel que los hospedaba, lo que consolidó un equivalente de la Beatlemanía denominada Sodamanía, y desde ese instante mantuvieron un ascenso exitoso a nivel internacional. Antes de grabar el siguiente trabajo de estudio, Doble vida (1988), surgieron más tensiones, a los derechos de autor se sumó el hecho que por primera vez Cerati les presentó a Bosio y Alberti las maquetas completamente hechas para que aprendieran sus partes sin poder opinar, ejercía el control creativo al punto de indicarles durante los ensayos cómo tocar, y si bien llegaron a sentirse los músicos de un solista, Bosio mencionaría después: «Hoy entiendo que estaba proyectándose como el verdadero artista en el que pronto se convertiría». Con la publicación del EP Languis (1989), en palabras de Diego Giordano, Cerati se había convertido en una «especie de Julio Iglesias latino» y para desligarse de esa imagen, decidió retomar el sonido de las bandas del rock argentino de los años 1970 que solía escuchar en su adolescencia. De este modo, en soledad compuso los temas de Canción animal (1990), catalogado como el mejor álbum de Soda Stereo y uno de los más emblemáticos del rock en español, los consagró ante el público y la prensa como el grupo más popular de América Latina.
A pesar de que pasaban por su mejor momento, después de varios logros como llenar el Estadio Vélez, el Teatro Gran Rex y reunir 250 000 personas en la Avenida 9 de Julio, comenzaron a dudar de su futuro, Cerati diría más tarde: «Una posibilidad sería dedicarnos una y otra vez a superar nuestras propias marcas, como si fuese un deporte. ¿Pero hasta qué punto se puede hacer eso sin matar la música que amamos?».

#### 1992-1997: receso, álbum en solitario y ruptura
En enero de 1992, Soda Stereo tomó un receso con el término de la gira Animal, Cerati ya en los días previos comenzaba a tomar distancia del grupo, en parte afectado por la muerte de su padre ese año. En marzo, a dúo con Daniel Melero lanzó el álbum Colores santos, en su momento poco valorado por la crítica y el público. Los sencillos «Vuelta por el Universo» y «Hoy ya no soy yo» no tuvieron mayor éxito. Era la primera vez en que Cerati se alejaba del pop lleno de guitarras, y que en su lugar adoptaba más el dream pop. La gente le decía: «¿Qué es esto? ¡Colgate la guitarra, pibe!», y pensaba que él ponía la parte roquera y Melero el techno, pero muchas veces fue al revés, Samalea dijo que intercambiaron roles. Con el tiempo valoraron a Colores santos, la revista Vice la llamó «una obra de culto de la electrónica sudamericana». El disco no lo presentaron en vivo por un acuerdo que tenían de no tocar esos temas. Dynamo (1992), el siguiente trabajo de Soda Stereo, tuvo muchos problemas: la difusión a causa del cambio de compañía discográfica a BMG, la recepción moderada del público que no comprendió el nuevo sonido, y las discrepancias internas en el trío. En 1993, Cerati quiso regresarse a Buenos Aires en plena gira de promoción, como consecuencia, tuvieron que suspenderse fechas que incluían a Estados Unidos y España. Quería terminar con el grupo, pero el sonidista del trío, Adrián Taverna, lo disuadió que antes se tomará un tiempo primero. Los días de descanso extendieron a un receso que estuvo a punto de disolverlos.

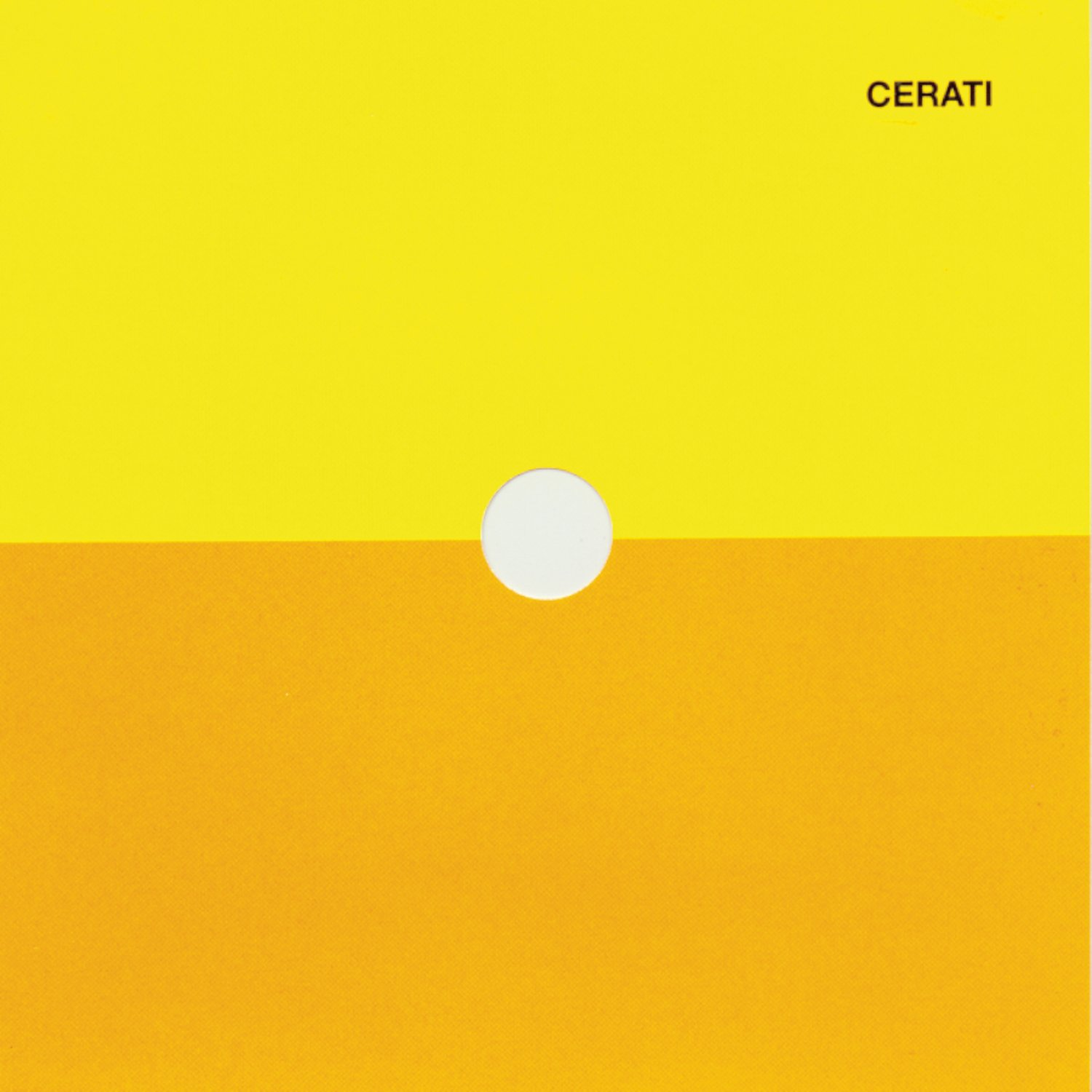
Portada de Amor amarillo. Arte de Gabriela Malerba y Alejandro Ros

Cerati se trasladó a Santiago de Chile para quedarse por un tiempo con su novia, la chilena Cecilia Amenábar, y amplió su estadía cuando ella quedó embarazada para casarse los dos después. Mientras vivía en un departamento en Providencia, colocó la sala de ensayo Ámbar para hacer su primer álbum solista, que tomaría forma en el estudio Supersónico de Soda Stereo, en Argentina. Compuso casi todas las canciones y tocó todos los instrumentos en la mayoría de temas, Zeta Bosio —coproductor— y Aménabar participaron en algunos. Amor amarillo lo lanzó el 1 de noviembre; a través de lo acústico, lo electrónico, lo psicodélico y lo experimental, reflejó el buen momento de su relación, consolidada veinticinco días después con el nacimiento del primer hijo de la pareja: Benito. De acuerdo con Amenábar: «es uno de sus discos menos vendidos y comprendidos» porque lo hizo fuera de Soda Stereo, y porque «a mucha gente no le gustó que se fuera a Chile». Apenas lo promocionó porque no lo concibió para tocarlo en vivo, sino como algo íntimo, pero hizo un único concierto oficial en vivo como excepción en la radio FM 100 en abril de 1994, junto con Bosio y Flavio Etcheto, ante unas quinientas personas observando dentro de la estación y otras 3000 a través dos pantallas puestas en las calles.
En diversas entrevistas Cerati aclaró que no iniciaría una carrera solista, y que Amor amarillo solo era un trabajo en solitario. A mediados de 1994, Soda Stereo se reunificó tras un trágico accidente de tránsito en el que falleció uno de los hijos de Bosio; de esto saldría su último álbum: Sueño Stereo (1995). En marzo de 1996, actuaron en el MTV Unplugged, que destacó por el dominio escénico de Cerati, quien luego de rechazar varias veces la invitación al considerar que el sonido del grupo no encajaba en un formato acústico, le propuso a la cadena de MTV hacer los temas más intimistas y relajados, sin tantos decibeles ni volumen, algo mucho más lounge, entonces lo llamó: «Un Plugged» («un enchufado»). En mayo nació Lisa, segunda hija de su matrimonio, y publicó el álbum debut de su primer proyecto paralelo de música electrónica: Plan V, una banda que formó con los chilenos Andrés Bucci, Guillermo Ugarte y Christian Powditch. De título homónimo, también conocido como Habitat individual, tuvo éxito en Argentina al ser el más vendido del género hasta entonces. Powditch mencionó que «la gente no podía creer que veía a Gustavo sin una guitarra y sin cantar».
Tras el anuncio oficial de la separación de Soda Stereo en mayo de 1997, Cerati publicó en el suplemento Sí! del diario Clarín «La carta del adiós». Aceptó hacer una gira de despedida después de negarse a la idea en primera instancia; más tarde, explicó: «yo estaba en contra [de hacer una gira], ya que nunca había pensado en una despedida de Soda [...] pero me puse a revisar en otros grupos y volvía a Soda, y me di cuenta de que podía ser un momento musical muy importante, de tocar las canciones por última vez. [...] “termina una época”». Antes de culminar El último concierto, llevado a cabo en el Estadio Antonio Vespucio Liberti, Cerati agradeció con un discurso a los seguidores y colaboradores del grupo, y finalizó con la frase «gracias totales» sin que, probablemente nadie de los presentes imaginara que quedaría en el inconsciente colectivo. Andrea Álvarez confesó que pensó que era «tonto». Un año después, al ser consultado sobre sus dislates que se volvían frases célebres, Cerati contestó: «Yo he dicho muchas boludeces que no tenían ningún sentido, y que sin embargo han servido después como títulos, epígrafes [...] Lo de “gracias totales” surgió como una forma de decir “Esto es lo más grande”, porque Soda Stereo había tenido un final feliz pese a que era un divorcio». En un reportaje para la revista D'Mode y el suplemento Sí!, reflexionó sobre la separación de la banda:

Terminar con el grupo fue mi decisión. Sentí un gran alivio cuando dejé de tocar en River. El cierre fue lo máximo que podíamos dar. Si hacíamos otra cosa, ya empezaría a comprometerse el resultado y la relación entre nosotros y afuera. Sobre todo el resultado artístico, porque está muy viciado y no se podía dar más. Para mí, se estiró más de la cuenta tras haber tomado en mayo la decisión de separarnos, y hacer conciertos [en agosto y] en septiembre fue poco tortuoso, pero lo tomé con tranquilidad para no volverme loco. En definitiva, hasta tal vez nos hizo bien porque podría haber sido abrupto, y así hubo tiempo para reflexionar.

### 1998-2010: solista

#### 1998-2005: éxito inicial, proyectos paralelos y otras incursiones
En 1998, Plan V lanzó un álbum en conjunto con el grupo inglés The Black Dog, Plan Black V Dog. Cerati dudaba si sacarían un tercer trabajo: él vivía en Argentina, uno en Alemania y el resto en Chile. En octubre apareció como músico invitado en el concierto de Los 7 Delfines en el Teatro Regio, y el 20 de noviembre hizo debut como solista en el Festival Inrockuptibles del Centro Cultural Recoleta, inicialmente sin compañía, pero luego sumó a Flavio Etcheto y Leo García como apoyo en samplers; más tarde le correspondió el turno a Plan V, en su aparición final. Para la última parte, Cerati presentó su nuevo proyecto electrónico, conformado con Etcheto: Ocio. En 1999, el dúo lanzó su primer trabajo: Medida universal, bajo la etiqueta Ámbar, subsello de BMG creado por el propio Cerati.
Cerati venía de un modo de trabajar en el que por años tenía que buscar la aprobación de sus compañeros de banda y limitarse a lo que ellos pudieran decir. Ahora tenía absoluta libertad creativa y pasaba por un buen momento familiar con sus hijos en su nuevo hogar, en donde armó su estudio Casa Submarina para grabar su segundo álbum solista, al que denominó el primero «sin el amparo» de Soda Stereo, puesto que su antecesor lo hizo aún siendo miembro. Ante una expectativa inédita de la prensa argentina del rock local por su presentación formal como solista, el 28 de junio publicó Bocanada con un recibimiento inicialmente tibio del público y casi indiferente de la crítica, que destacó su nivel de producción como en «Verbo Carne», grabada con la Orquesta Sinfónica de Londres en Abbey Road Studios. No obstante, recibió la certificación de disco de oro. En cambio, la crítica y el público de México y Chile recibió el álbum con más entusiasmo. Supuso «un presagio de lo que vendría después del rock latino», de acuerdo con el diario en línea El Mostrador: «Más de una vibración digital y electrónica, y menos del rocanrol tradicional cargado de guitarras», lo que llevó al rechazo inicial que cambió con el tiempo, hasta considerarse un disco icónico del rock argentino y latino. El crítico de rock David Cortés Arce mencionó: «Bocanada es un álbum fundamental en la historia del rock iberoamericano, y en general, de todos los países hispanoparlantes». En 2023, la revista estadounidense Rolling Stone clasificó a Bocanada en el segundo puesto de entre los 50 mejores álbumes del rock latinoamericano.
Para la elección del primer sencillo los ejecutivos de BMG decantaban por «Puente», uno de los pocos temas del disco hechos con guitarra y no con samples, que tenía mayor posibilidad de triunfar en las radios, pero según estos el presidente de la disquera determinó que fuera «Raíz», que no logró tener mayor impacto, por lo que pronto lo sucedieron con «Puente», convirtiéndose en el primer éxito solista de Cerati, con una nominación en la primera edición de los Premios Grammy Latinos como mejor canción de rock, mientras que MTV y Rolling Stone la consideraron una de las mejores del rock argentino. En agosto de 1999, MTV eligió a Cerati como el artista del mes, y, a finales de año, el suplemento NO de Página/12 lo nombró el mejor artista de la década, junto con Charly García. En los premios Gardel de 2000 ganó a mejor artista rock y mejor diseño de portada.
Después de que hiciera Bocanada la mayor parte solo, con tiempo sin tocar en vivo, Cerati estaba entusiasmado en presentarlo gracias a la banda que formó para ello constituida por Flavio Etcheto (teclados y samplers), Leo García (secuencias, teclados y coros), Fernando Nalé (bajo) y Martín Carrizo (batería). La gira Bocanada inició el 25 de septiembre de 1999 en México; hizo seis actuaciones llenas en el Teatro Gran Rex en octubre, ante un público frío con su nuevo trabajo que le pedía temas de Soda Stereo, pero no accedía. Entre junio y julio de 2000, hizo una serie de conciertos en México y Argentina con la banda mexicana Café Tacvba, bajo una gira de nombre Bocanada al revés (en fusión con Revés/Yo soy). Cerati en su calidad de visita abrió para los locales, mientras que en su país cerró. En ambos lados tocaron juntos «Juego de seducción». Ese año Ocio editó el EP Insular, que llevó al dúo ser partícipes del festival Sónar en Barcelona (España).
En 2001, Cerati debutó como actor de cine al protagonizar la película +bien de Eduardo Capilla, interpretando a un exmédico que, en su vocación humanista por seguir haciendo el bien, ayuda a una joven herida (Ruth Infarinato). La cinta tuvo una recepción débil en la prensa y el público, en la que también hizo la banda sonora. El disco tuvo mejor recibimiento y una nominación a mejor álbum instrumental pop en los Grammy Latinos. Cerati con ayuda de Leandro Fresco regrabó las pistas que había hecho dos años antes, como una relectura e independencia del filme. Sucesivamente, publicó el álbum en vivo 11 episodios sinfónicos, grabado en agosto en el Teatro Avenida, con el respaldo de una orquesta de 42 instrumentistas, bajo la dirección de Alejandro Terán, en clave de violines, clarinetes, arpas y oboes hizo gala de su interpretación a temas de su etapa solista como de Soda Stereo. El disco tuvo una recepción tibia con críticas dispares, mayormente desfavorables, muchas de ellas de parte del ambiente del rock y de la música clásica. De las once canciones, siete eran de Soda Stereo, cuyas adaptaciones generaron el descontento a algunos seguidores de la banda, al punto de que Cerati tuvo que aclarar que solamente eran nuevas lecturas que no competían con las originales. Al contrario, Carlos Polimeni opinó que algunas de ellas «alcanzan una carnadura diferente, llena de encantos y sugerencias, como si sus versiones originales hubiesen sido bocetos de este trabajo», dando una sensación similar a la que genera el proyecto Anthology con las canciones de The Beatles antes de haber sido producidas por George Martin. El álbum tuvo grandes ventas en México, país donde lo mostró con público lleno en el Auditorio Nacional, en 2002, después en el Teatro Colón, y una gira por Venezuela, Chile y Argentina, en todas acompañado por orquestas locales.
El 26 de noviembre de 2002 lanzó su tercer álbum solista Siempre es hoy, producido por Sacha Truijeque y Toy Hernández, contó con las participaciones de Charly García, Domingo Cura, Camilo Castaldi «Tea-Time», y Deborah de Corral. Marcado por su separación con Amenábar y su nueva relación con De Corral, combinó su devoción por la electrónica con el regreso de su lado roquero lleno de guitarras, a la vez que incursionaba en otros géneros como el hip hop y rap. Figuró entre los cinco discos más vendidos en Argentina el mes de diciembre, y los sencillos «Cosas imposibles», «Karaoke» y «Artefacto» tuvieron amplia difusión, mientras que la crítica juzgó la dispersión debido a la larga duración del disco. La Nación dijo que su punto «negativo» es que «no tiene una guía conductora. En el largo viaje, uno se puede perder fácilmente». Siempre es hoy le valió su única nominación a los Premios Grammy, en la categoría mejor álbum de rock latino/alternativo. Con la publicación de las remezclas Reversiones: Siempre es hoy (2003), el periodista Pablo Strozza dijo que Cerati «se redimió» luego de haber dado un «paso en falso», gracias a estas versiones electrónicas de los temas.
La gira Siempre es Hoy abrió en Quito (Ecuador) y abarcó América y España entre finales de 2002 y fines de 2004, con 48 conciertos. Lo acompañó su nueva banda compuesta por Flavio Etcheto (samplers), Fernando Nalé (bajo) —los únicos miembros de la alineación anterior—, Leandro Fresco (teclados y coros), Pedro Moscuzza (batería) y DJ Zucker (scratches y loops), con los coros de Loló Gasparini y Deborah de Corral en algunos conciertos. En octubre de 2003 asistió a la segunda edición de MTV Video Music Awards Latinoamérica con cuatro nominaciones, interpretó en directo «Artefacto» en el evento. En medio de la gira, a finales de 2003, formó junto con Etcheto y Fresco el trío laptop Roken; hicieron actuaciones en fiestas, sobre todo de Estados Unidos, pero formalizaron el proyecto en el festival Mutek, en Chile. Roken grabó sus presentaciones a lo largo de América Latina con la idea de editar un álbum en vivo nunca concretado.
En 2004, Cerati publicó el álbum recopilatorio Canciones elegidas 93-04 en CD+DVD; sugerido para editarlo en España, decidió lanzarlo también en América Latina y Estados Unidos con un listado distinto, y en esta incluyó la canción «Tu locura» que hizo para la serie de televisión Locas de amor, y que consiguió una nominación a tema musical original en los Premios Martín Fierro 2005.

#### 2006-2010: consagración, reunión de Soda Stereo y regreso
El 4 de abril de 2006 Cerati sacó su cuarto álbum Ahí vamos, que coprodujo con Tweety González. Lanzado simultáneamente en Argentina y México, en el primero logró disco de platino por la venta anticipada de 40 000 copias, en tanto, en el segundo disco de oro semanas después, mismo que recibiría más tarde en Chile. La guitarra esta vez lidera por completo con el enfoque roquero, Roque Casciero de Páginas1/2 no dudó en llamarlo su mejor trabajo solista, y además: «Un vibrante disco de rock, clásico y moderno al mismo tiempo». «Crimen», el primer corte rompe, que molde del disco con una power ballad que incluye piano, debutó en el número uno de las radios argentinas. El año 2006 significó su consagración en muchos aspectos; el público aceptó su carrera solista y recibió varios galardones. Ahí vamos y «Crimen» ganaron a Mejor álbum vocal y Mejor canción rock en los Grammy Latinos 2006, y en los Premios Gardel 2007 arrasó en seis categorías y obtendría su primer Gardel de Oro, un récord que repetirían después David Lebón en 2020 y Wos en 2022. En la edición 2008 Ahí vamos sumó el trofeo a mejor DVD. Los otros sencillos: «La excepción», «Adiós», «Lago en el cielo» y «Me quedo aquí», también destacaron.
La gira Ahí Vamos inició el 1 de junio de 2006 en Ciudad de México y siguió por América Latina, Estados Unidos, España y Londres, con 76 conciertos en total. La nueva alineación de su banda integraba a Richard Coleman (guitarra), Fernando Samalea (batería), Fernando Nalé (bajo) y Leandro Fresco (teclados y coros). En febrero de 2007, Cerati participó en el XLVIII Festival Internacional de la Canción de Viña del Mar, mismo certamen en el que estuvo veinte años antes con Soda Stereo. El Monstruo de la Quinta Vergara lo premió con dos antorchas y gaviota de plata. En marzo actuó en el cierre del concierto gratuito Verano 07, auspiciado por el gobierno de la ciudad de Buenos Aires (GCBA), con una concurrencia aproximada de 200 000 personas frente al Monumento a Güemes. En mayo estuvo en la octava edición del festival Viva Latino. La gira dio por terminada en junio, tras el anuncio del retorno de Soda Stereo.
Soda Stereo en su gira de reunión, Me verás volver, superó el récord de The Rolling Stones, al hacer seis conciertos en el Estadio Antonio Vespucio Liberti, la primera banda de rock latinoamericano en hacer esa cantidad en una sola gira. En total, reunieron a más un millón de personas en veintidós fechas, durante dos meses, en nueve países. En abril de 2008 el trío recibió el premio Personalidad Musical del Año por la CAPIF, Cerati dijo que resumieron el período como «una burbuja en el tiempo» porque «fue algo increíble», pero que no iban a alimentar expectativas: «de aquí en más cada uno sigue su camino por separado». En la ceremonia tocó por última vez con Soda Stereo, Andrea Álvarez reemplazó a Charly Alberti. En 2008 hizo varias apariciones como invitado, incluida en las actuaciones de Fito Páez y Shakira en el concierto organizado por la Fundación América Latina en Acción Solidaria (ALAS) en la antigua Ciudad Deportiva de Boca Juniors, en mayo, en el concierto de Emmanuel Horvilleur en el Teatro Gran Rex, en agosto, y en la presentación de Bajofondo en el festival Creamfields en el Autodromo, en noviembre, donde interpretó su colaboración con el proyecto liderado por Gustavo Santaolalla: «El mareo», por la que nominaron a ambos a mejor canción alternativa en los Grammy Latinos.
En julio de 2009 regresó como solista con el sencillo «Déjà vu». El 1 de septiembre lanzó el álbum Fuerza natural, ligado más al sonido de guitarras acústicas folk y country. Cerati definió el álbum «ambientado hacia el cine», en ese sentido, pretendía sacar todas las canciones en «un único y gran videoclip» en forma de película o road movie. Logró un disco de oro por las ventas anticipadas, y más tarde, disco de platino. Ocupó el primer lugar en ventas en Argentina, México, Colombia, Perú y Chile, así como el más vendido en la tienda latina de iTunes en la primera semana. Cerati lo consideró el más satisfactorio de su carrera, y que de ser el último se iría contento. Coleman reveló: «Él mismo dijo que después de este disco me puedo morir tranquilo. En perspectiva suena horrible, pero refleja lo que él pensaba sobre este disco. Todos los músicos cercanos a él compartimos esa idea, que es el mejor». Varios analistas concuerdan de que es su mejor obra, la revista española Zona de Obras dijo: «se trata, que nadie lo dude, de uno de sus mejores trabajos. Tal vez porque ya pasó la curva de los cincuenta y la experiencia le sumó aplomo a su idea del pop-rock, que incluye guitarras en llamas, una voz privilegiada y canciones elaboradas que en su complejidad nunca resignan frescura». Otros críticos menos entusiastas lo describieron como el más apagado de toda su carrera, el periodista Marcelo Contreras además dijo que como artista lucía «magro y mezquino», palabras que ofendieron a Cerati y que más tarde respondió al llamar a Contreras imbécil.

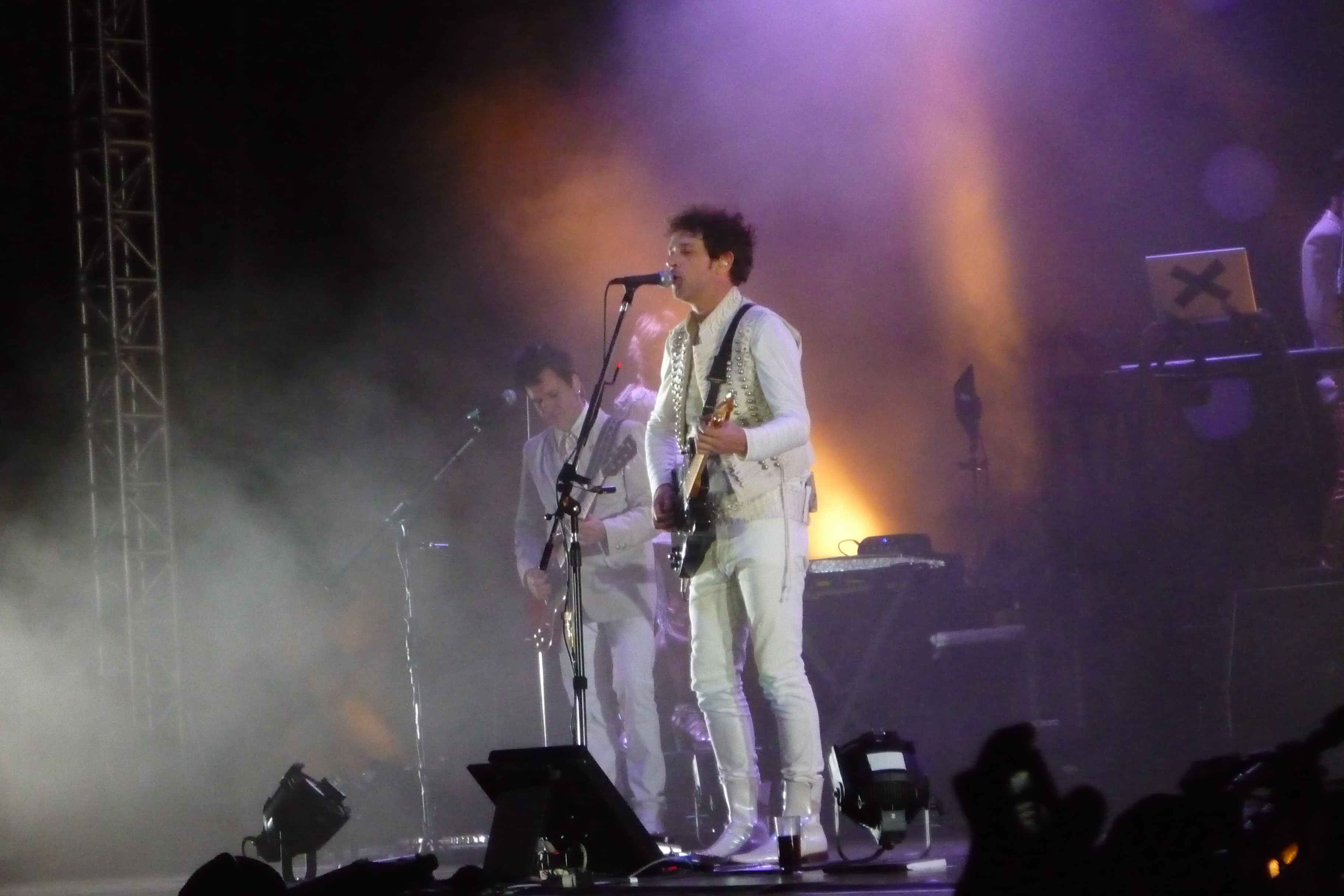
Cerati tocando en Monterrey, en el inicio de la gira Fuerza natural. En 2019, cuando la actuación cumplió diez años, la proyectaron en cines de América Latina, Estados Unidos y España, y la editaron en un CD doble+DVD titulado Fuerza Natural Tour, en vivo en Monterrey, MX, 2009, la revista Billboard lo eligió como uno de los 50 mejores álbumes latinos de la década y ganó el Premio Gardel 2020 a mejor álbum en vivo.

Fuerza natural y «Déjà vu» tuvieron varios premios y reconocimientos: en las listas Billboard: Top Latin Albums (puesto 53), Latin Pop Albums (puesto 10), Latin Pop Airplay (puesto 32), Mexico Espanol Airplay (puesto 9) y Mexico Airplay (puesto 14); en Rolling Stone: puesto 5 dentro de los mejores discos de 2009, primer lugar en Top cinco de clips nacionales y puesto 12 en las cien mejores canciones del año; lideraron en las encuestas del suplemento S! de Clarín en mejor disco y mejor tema —y Cerati mejor artista solista—, mejor canción del año y mejor álbum de rock en los premios Gardel 2010 —dentro de siete categorías en las que se impuso Cerati, además de obtener su segundo Gardel de Oro—, y mejor álbum rock, mejor canción rock y mejor diseño de portada en los Grammy Latinos 2010.
La gira Fuerza Natural inició el 19 de noviembre de 2009 en el Estadio de Béisbol de Monterrey. Para su banda, siguió con la misma alineación formada por Coleman, Nalé, Fresco y Samalea, y sumó a Anita Álvarez de Toledo en coros y Gonzalo Córdoba en guitarra. Debió reprogramar la fecha en Chile a causa de una amigdalitis purulenta con un cuadro febril, por primera vez en toda su carrera no suspendía un concierto por problemas técnicos. Cerró su segundo tramo el 15 de mayo de 2010 en el Estadio de fútbol de la Universidad Simón Bolívar de Caracas (Venezuela).

## Últimos años

### Accidente cerebrovascular y estado de coma
Después del concierto llevaron a Cerati a la clínica La Trinidad de Caracas para hacerle unos exámenes, permanecía consciente pero sin poder hablar ni mover su costado derecho. Cerca de las 2:00 a. m. circularon rumores de que había sufrido un desmayo, la cuenta de Twitter de Cerati informó que había tenido «una descompensación» pero que se estaba «recuperando favorablemente». El 17 de mayo informaron que había tenido un «cuadro de estrés», pero pronto se descubrió que tuvo que ser operado. Desde entonces estuvo en estado de coma por cuatro años. Al día siguiente, en un comunicado oficial revelaron que había padecido «un evento vascular isquémico con afasia de expresión» producto de un accidente cerebrovascular (ACV). En medio de todo esto, los medios de comunicación recordaron una trombosis que lo aquejó cuatro años antes. En junio lo repatriaron para trasladarlo en el instituto FLENI de Buenos Aires. En octubre lo internaron en la clínica ALCLA, sin cambios significativos. Sus fanáticos hicieron vigilias y recibió diversos homenajes de Luis Alberto Spinetta, Charly García, Fito Páez, Andrés Calamaro, Shakira, Bono, entre otros. En 2013, el papa Francisco le escribió una carta de oración, a petición del artista plástico Gustavo Masó; en un fragmento mencionó: «Me ayudó a reconectarme con Gustavo [Cerati]».

### Fallecimiento y reacciones

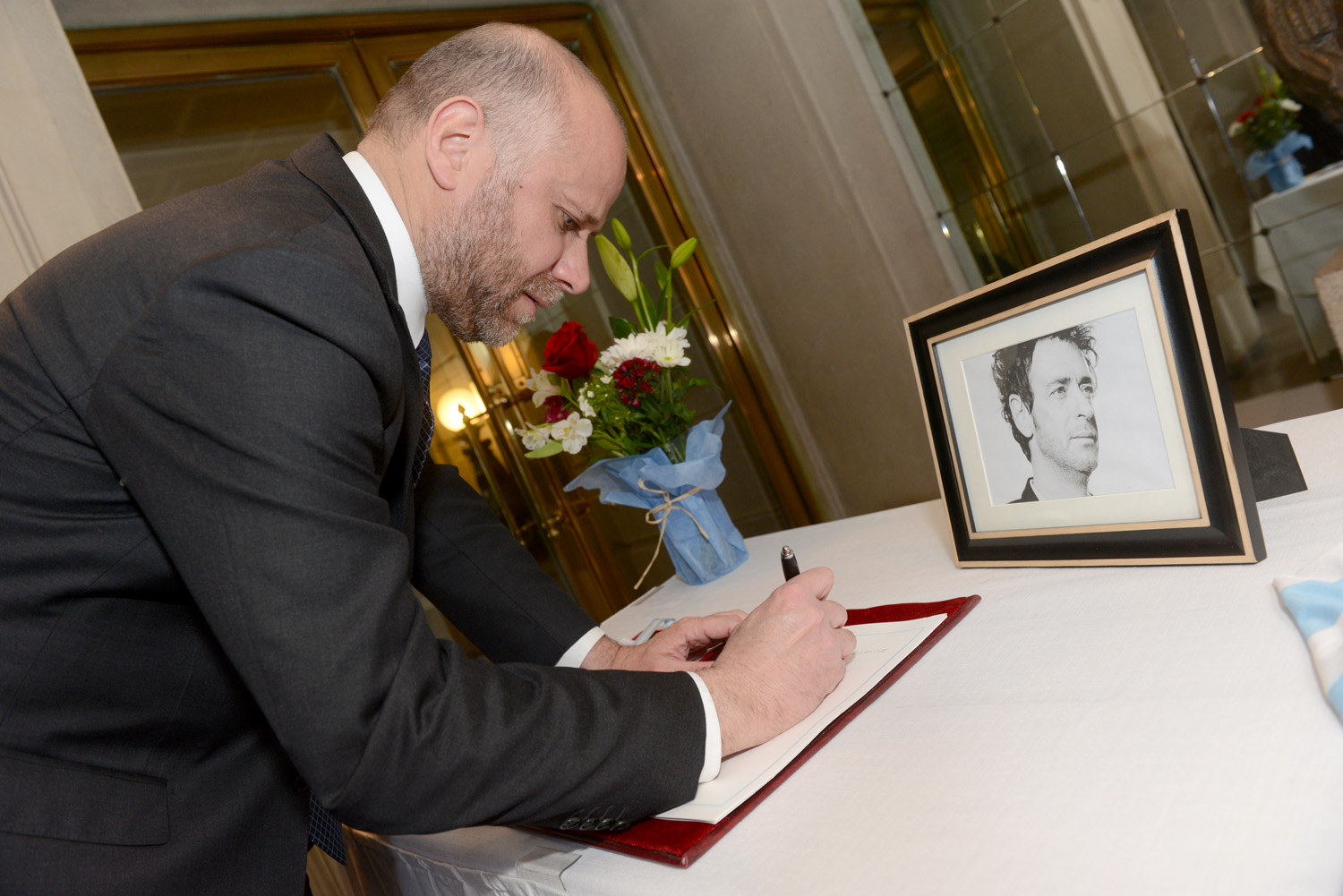
Álvaro Elizalde escribiendo en el libro de condolencias

El 4 de septiembre de 2014, Cerati falleció sin ningún tipo de sufrimiento por un paro respiratorio, cerca de las 9:00 hora local (12:00 GMT). Había cumplido 55 años el mes anterior. Su familia confirmó la noticia mediante su cuenta de Facebook, luego de que anticiparan medios locales como Radio Mitre. Diversos artistas argentinos y del extranjero manifestaron su pesar. En el ámbito político argentino, el vicepresidente primero Cristian Ritondo dio a conocer la noticia en la Legislatura Porteña, luego de que le confirmó el ministro de Cultura Hernán Lombardi, la legisladora Susana Rinaldi transmitió su pesar y todo el poder legislativo guardó un minuto de silencio. La presidenta Cristina Fernández de Kirchner decretó dos días de duelo nacional con la bandera de la Argentina izada a media asta en todos los edificios públicos. En Chile, el ministro vocero Álvaro Elizalde expresó sus condolencias no solo a nombre del gobierno de Chile, sino también como «admirador». Tras dejar su mensaje en el libro de condolencias dispuesto en el Consulado de Argentina de Santiago, declaró a la prensa: «Su vida fue expresión de la hermandad entre nuestros pueblos».

### Funeral

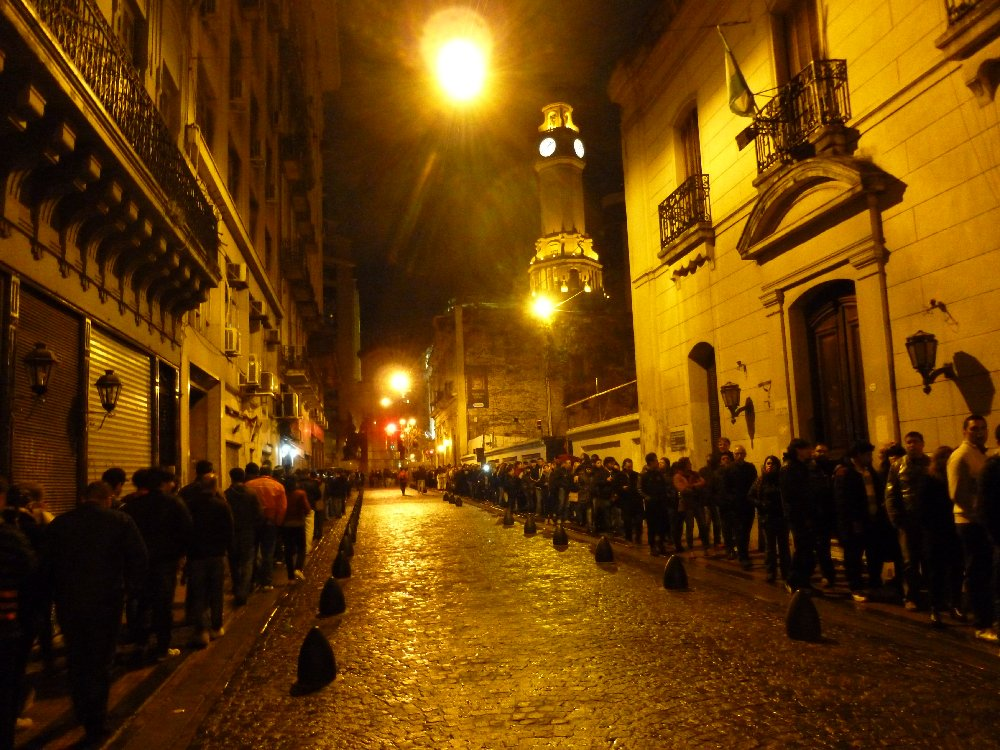
Fila para ingresar al velatorio

El funeral de Cerati lo llevaron a cabo el mismo día en la Legislatura de la Ciudad de Buenos Aires, contó con la presencia de Zeta Bosio, Charly García, Miguel Mateos, Pedro Aznar, Fena Della Maggiora, Dante Spinetta, Leonora Balcarce, María Carámbula y Martín Palermo. García declaró a los medios: «se ha reconocido a un verdadero arquitecto de la música». Miles de sus fanáticos llegaron formados en una fila de más de quince cuadras del lugar para poder rendirle homenaje, y entraron cincuenta personas por minuto. En los Premios Gardel, que coincidieron con el día de su deceso, le hicieron múltiples homenajes durante los galardones en el Teatro Gran Rex, Andrés Calamaro dijo: «lloré como un chico y es la tercera vez que me emocioné tanto en mi vida. La última vez que me dieron un premio estaba sentado junto a Gustavo y fue él el primero en levantarse y felicitarme».
El 5 de septiembre, el cortejo fúnebre recorrió varias principales avenidas de Buenos Aires, mientras que cientos de seguidores le lanzaron flores al coche; finalizó con una ceremonia privada en las capillas del Cementerio de la Chacarita, con una multitud afuera del lugar. Los restos de Cerati fueron puestos en una tumba junto a la de su padre Juan José.

## Musicalidad

### Influencias
En 1999, Cerati declaró que cuando tenía nueve años, aunque ya conocía a The Beatles ellos lo impactaron después, y que su motivación para tocar y formar una banda fueron los temas «Purple Haze» de The Jimi Hendrix Experience y «Pictures of Lily» de The Who, que escuchaba a diario. Una de las cosas que tomó del cuarteto de Liverpool a la hora de componer, fue utilizar lo cotidiano para escribir la letra. Una de sus canciones beatlescas más evidentes es «He visto a Lucy», que hace directa alusión a «Lucy in the Sky with Diamonds». Cerati reveló que su Beatle preferido era John Lennon, y que lloró como pocas veces en su vida cuando lo asesinaron; además de elogiarlo como un «compositor único», aseguró: «Si tengo que nombrar un artista entre todos lo elijo a él». Para componer «Crimen» buscó inspiración en «Jealous Guy», que llamó «la canción de amor por antonomasia». David Bowie era otro ícono como Lennon para Cerati, llegó a trabajar con dos de sus músicos: Carlos Alomar que produjo Doble vida y Sterling Campbell que tocó algunos temas de Fuerza natural. Jimmy Page y Ritchie Blackmore son los dos guitarristas que más lo influyeron. Otros destacados son Mick Ronson, Ace Frehley, Jimi Hendrix, B. B. King y Carlos Santana.
Cerati vivía cerca de Luis Alberto Spinetta cuando este último lanzó Artaud (1973). Con referentes como The Beatles, Roxy Music y King Crimson, este álbum lo impulsó como adolescente, al punto de que en sus primeras bandas «no hacía otra cosa que imitar, tratar de conseguir reproducir el clima que [Spinetta] lograba en ese disco», un impacto que volvería a sentir cuando lo escuchó de nuevo, ahora en su adultez, particularmente en el tema «Bajan» que solía tocar en aquella época juvenil, por lo que decidió hacerle una versión en Amor amarillo. Tuvo la oportunidad de interpretarla en vivo junto con su ídolo, primero en Verano 07, al que llamó el «mejor» espectáculo de su vida por la colaboración, entre otras cosas, y, dos años después, en el concierto Spinetta y las Bandas Eternas, donde le dijo al mismo Spinetta: «Si hay un sueño cumplido es este». Se tributaron mutuamente con «Té para tres»: Cerati le agregó el riff de «Cementerio Club» en el MTV Unplugged, y tras quedar en coma, Spinetta la cantó en el Festival El Abrazo 2010, y la incluiría en el resto de sus presentaciones, hasta la última antes de su fallecimiento en 2012.
Cerati volvería a encontrar la energía que le emanaba The Beatles en The Police por su forma de mezclar rock, punk, jazz y reggae, lo que definiría después la música de Soda Stereo. Los vio tocar cuando visitaron Argentina en 1980 y los conoció al día siguiente. En una entrevista para MTV en 2006, mencionó como influencia dentro del punk a The Clash, aunque le atrajo mucho más lo que vino después. Para Soda Stereo recogió una diversidad de elementos de exponentes del post-punk, desde The Cure, Echo & the Bunnymen, Elvis Costello hasta la misma The Police. De The Cure tomó las armonías, el canto, la actitud, la estética, y la composición, reflejado en Signos, además de incluir Depeche Mode, The Psychedelic Furs, Cocteau Twins y U2.
A finales de los ochenta ya había redescubierto a las bandas del rock argentino de la década anterior: Pescado Rabioso, Vox Dei y Color Humano. De acuerdo con Jalil en Rolling Stone, «Canción animal es [...] el primer registro en que Gustavo Cerati empieza a mirarse como un heredero del rock argentino de los años setenta». Cerati comparó el álbum con La Biblia (1971). A la par, desde Canción animal tuvo influencias también de bandas contemporáneas del movimiento sónico de Mánchester (Reino Unido), como The Stone Roses y Happy Mondays. Con Daniel Melero escuchó discos como Joy 1967-1990 (de Ultra Vivid Scene), Screamadelica (de Primal Scream), Adventures Beyond the Ultraworld (de The Orb) y Loveless (de My Bloody Valentine). En Amor amarillo oía discos de Galaxie 500, Spiritualized, además de Eyes in the Sky de The Alan Parsons Project. También tuvo influjo de Screaming Trees, Pixies, Sonic Youth, Ride, Nine Inch Nails y Fatboy Slim.
En una entrevista en 1996, nombró entre los artistas que le gustaba a Stereolab, que le despertaba mucho interés. «Es una especie de grupo experimental que combina rock con muchas vertientes que no son más aceptadas comercialmente». Al momento de formar Plan V escuchaba Ordo Rosarius Equilibrio, Orbital y The Black Dog, con quien editarían un disco. Adquirió elementos sonoros de artistas electrónicos alemanes como Mike Ink, GAS, Kreidler, Jörg Follert «Wunder» y Basic Channel. Entre los referentes de Bocanada nombró a Massive Attack, Alturas de Machu Picchu (1981), DJ Shadow, The Beach Boys, y Jorge Luis Borges. En la grabación estuvo Rudie Martínez, ahí Cerati le confesó que lo influenció mucho su banda San Martín Vampire. Hubo personas que sin ser músicos, como sus hijos y amigos, influyeron el desarrollo conceptual de Bocanada. Asimismo, declaró que antes de empezar la composición de Siempre es hoy hizo un viaje a México por gusto; el recorrer distintos lugares le dio mucha inspiración, sin poder especificar cómo, a partir de ahí comenzó con la idea de este álbum.
Por la parte de producción de Ahí vamos nombró como influencias del disco a Queen y Led Zeppelin, también a Talking Heads y Television. En bandas modernas estaba identificado con LCD Soundsystem, The Rapture y The Strokes. Para Fuerza natural se apoyó en Traveling Wilburys, George Harrison, Tom Petty, Bob Dylan, Electric Light Orchestra, Charly García, David Lebón, Devo, Todd Rundgren, Fleetwood Mac, Of Montreal, Hot Chip, TV on the Radio, The Pretty Things, el álbum Raising Sand (2007) de Robert Plant y Alison Krauss, Ney Matogrosso, Pink Floyd, Yes, entre otros. Atribuyó que posiblemente estuvieron en su mente algunas obras de los artistas José María Madrid y William Blake, y del cineasta Kenneth Anger, aunque no creía que las letras fueran directamente producto de eso, sí creía que «son un punto contractual de todo esto».

### Estilos y géneros musicales
Cerati abarcó diferentes estilos, trataba de no encasillarse en uno solo, y en todos pudo dejar su sello. Marchi comentó que hizo de su estilo más libre, como solista «se diferenció, pero no buscó un estilo radicalmente opuesto [a lo que venía haciendo con Soda Stereo] porque sabía que iba a ser poco natural y no iba a favorecer su música»; era más cercano al de Luis Alberto Spinetta, «de quien fue su mejor alumno», y que, a diferencia de Charly García, no hacía canciones sociales o de protesta. Pablo Schanton de Clarín dijo que «Té para tres» tiene «una vocalización cuarteada» y «combina cadencia de baguala y cadencia spinettiana». En sus clases de guitarra Cerati aprendió primero folclore, pero lo incorporaría recién a su música en «Cuando pase el temblor», que tiene una fusión de carnavalito y reggae. En entrevistas de 2009, dilucidó que el folclore al igual que el blues «es un género que se ha mantenido más o menos visible» en sus discos. Pero también dijo: «No vas a encontrar más de un tema que tenga reminiscencias folclóricas» como «Raíz» o «Sulky», surgido de un mosaico hecho por computadoras. Aclaró que «Cactús» no es una chacarera, pero que algo tiene que ver. Soda Stereo comenzó como punk rock, reggae y ska, para el segundo disco el estilo del trío cambió notablemente. Fricción y Nada personal le dieron a Cerati influencia post-punk y dark que le permitiría hacer Signos, alejándose definitivamente del ska alegre del comienzo. A principios de los años 1990, fue el primero en incluir Madchester dentro del rock en español con el maxi Rex Mix, y shoegaze con Dynamo, subgénero que causaría furor una década después, pero que cuando Cerati lo trajo a América aún predominaba el «pop radial».

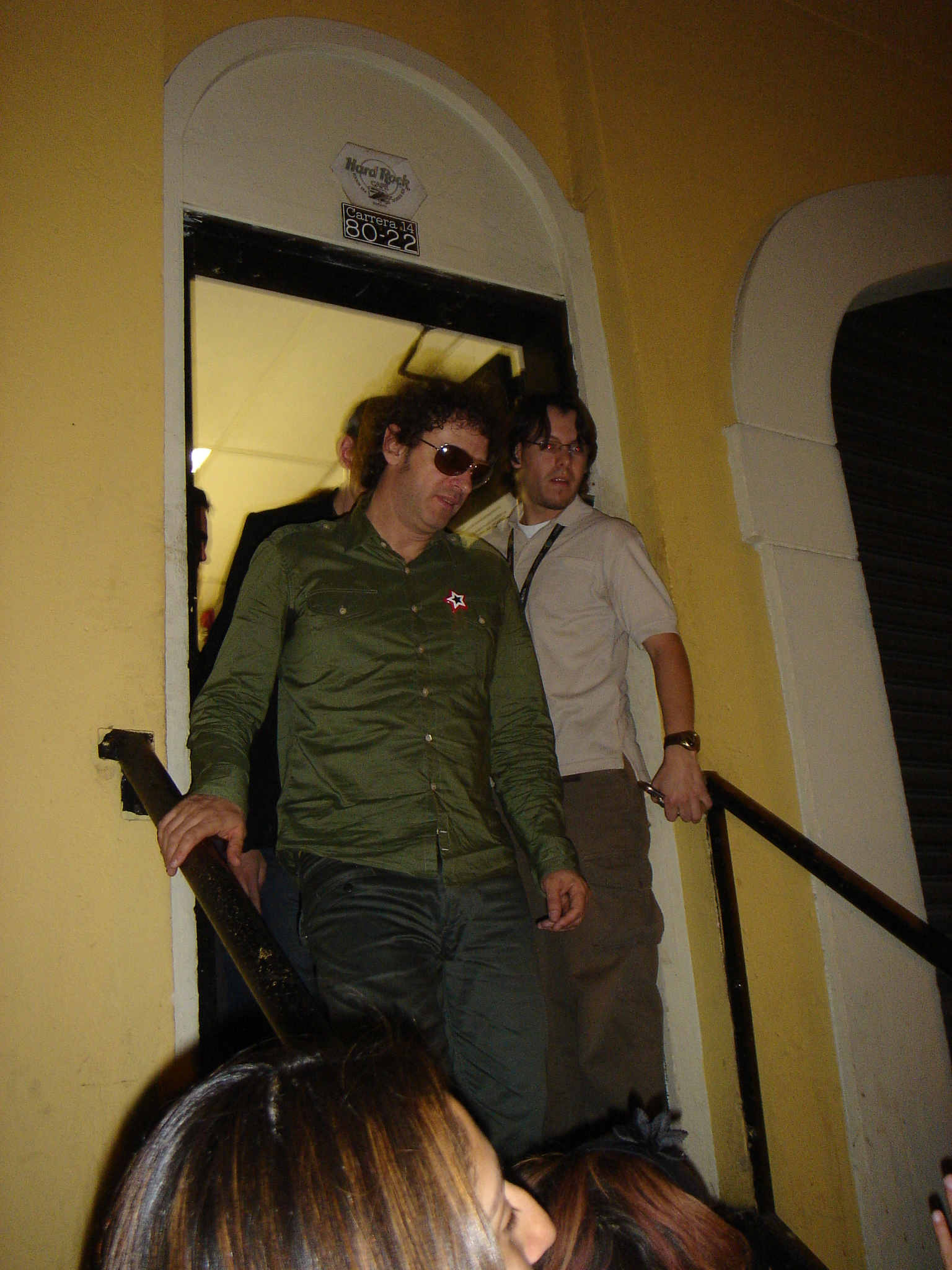
Cerati en Colombia, 2006

Su interés por la electrónica vino desde el primer álbum de Soda Stereo con el uso del sintetizador, más evidente en Nada personal que continuó en Signos, con su clímax en el álbum en vivo Ruido blanco (1987) llenas de reversiones con sonidos sintéticos, baterías electrónicas y secuencias, lo que dejó de lado en Canción animal. A su vez, en las remezclas de «Sobredosis de TV» y «Nada personal» en 1985, y las incluidas en los EP Languis y Rex Mix, demostraba su curiosidad en el género. La crítica de la época catalogó a Colores santos «una de las primeras manifestaciones electrónicas masivas en Argentina». No obstante, Cerati y Melero dijeron que «era un disco de rock contemporáneo, que absorbía otros estilos de lo que sucedía en otros lugares, como una esponja». Fernando Herrera del diario Tiempo describió que hay un «ambiente que oscilaba con naturalidad entre el pop electrónico y el art rock», una mixtura que desarrollaron después en su carreras solistas. En sus viajes a Chile, Cerati forjó una gran amistad con Christian Powditch, quien le dispuso de una gran variedad de álbumes con sonidos de beats y computadoras, coincidiendo con su interés por los sonidos sintéticos que materializaría en Rex Mix y «Pulsar». Sobre la canción, Página/12 recoge que es «una declaración de principios de Cerati sobre la apropiación de la música electrónica en su propuesta de allí en más». El tiempo que pasó en Santiago lo introdujo en el acid house y ambient, que plasmó en Sueño Stereo. La prensa catalogó a Plan V una mezcla de ambient y house, Powditch negó que cultivaran house, aunque lo intentaron. «Simplemente [la música de Plan V] la defino como música electrónica que ya estaba, mucho más allá de un estilo».
En la reseña de Iván Adaime en AllMusic a Bocanada, dijo que «supuso su regreso al pop, y de hecho combinó su devoción por la música electrónica con las canciones pop que lo hicieron famoso. Una canción como “Río Babel” demuestra esa mezcla, y también la cadencia de medio tempo que domina el disco». Nicolás Vallejo-Cano en Vice dijo que Bocanada es un trabajo ecléctico «en el que Gus desplegó toda su magia en híbridos de sobradísima altura poética y producción hiper sofisticada, desde la épica sinfónica “Verbo Carne” hasta el trip hop “Bocanada”». Es aquí donde tomó un estilo crooner; en sus palabras, en «Bocanada» tomó «una actitud tipo Scott Walker», mientras que en «Verbo Carne» tiene «un aire de bolero crooner de los años cincuenta con música sinfónica de los setenta». El sitio web Silencio dijo que jugó a ser un «crooner neoclásico», en 11 episodios sinfónicos «se convirtió en este álbum en vivo en un crooner refinado». Clarín dijo que tomó un estilo como Frank Sinatra y Dean Martin, acercándose al de Robbie Williams en su último trabajo de entonces, Swing When You're Winning (2001). Cerati en una entrevista para La Nación comentó que iba por el lado de Tony Bennett, no tomó referencia de ninguna banda de rock, ni quiso hacer una mixtura entre ambos géneros, en su lugar buscaron en Tim Burton y la música de sus películas, dando «una mezcla de infantil y gótico» reforzada en la vestimenta que usó en la ocasión que mezclaba El principito y Drácula.
En Siempre es hoy dejó atrás la estética de crooner, retomó la guitarra como eje principal más constante, pero no siempre en rol protagónico, e incluyó muchos elementos como el hip hop. La Nación comparó Reversiones: Siempre es hoy con el álbum Jessico Dancemix (2002), que sirvió como «ejemplo para la comunión roquero-electrónica del año último», mientras que «Reversiones es la mueca discográfica que en 2003 señala el parentesco entre géneros». Según Infobae en Ahí vamos: «volvió al rock del que nunca se había ido del todo, pero que quizás había quedado más entreverado con otros estilos en sus trabajos previos». En Fuerza natural la periodista María de los Ángeles Cerda de Rockaxis dijo que «Cerati nunca había sonado tan variado en un solo álbum», desde el folclore con raíces argentinas, el glam rock, hasta su lado pop, además del folk estadounidense y el country pop. Otras experimentaciones que realizó incluyeron «Agua», tema que solamente tocó en vivo sin haberlo grabado oficialmente, unía rock con música oriental; su interpretación a «Los libros de la buena memoria», adentrado en el jazz; «El mareo» con el tango, donde Indie Hoy dice que «puede verse como el resumen del recorrido que Cerati había hecho desde Colores santos hasta Siempre es hoy, incluyendo 11 episodios sinfónicos».

### Trabajo de guitarra
Para el crítico de rock Eduardo Arias, el impacto musical de Cerati en el continente es sobre todo como guitarrista, ya que trajo nuevas técnicas para tocar, inspirado en The Specials, The Police o The Cure. Analistas y cercanos coinciden que como guitarrista sobresalió por la rítmica de su mano derecha. De acuerdo con El Heraldo de México: «Sus dedos largos le permitían tocar las cuerdas con amplios intervalos». Tenía una forma de tocar funky, y según las palabras de Cerati, una mano derecha «muy movediza». En cuanto a su habilidad para hacer solos, el músico Javier Barría lo encontraba como ejecutante «bien pulcro, [con] una técnica depurada», pero que en sí sus solos eran los «mismos siempre» y pecaba «un poquito de Guitar Hero», sobre todo en la última etapa de Soda Stereo. Dominaba el delay con el que hacía ecos repetitivos, influenciado por Summers y David Gilmour. Buscaba frecuentemente nuevos sonidos al experimentar a través de efectos o formas de tocar la guitarra, ya que tenía un amplio conocimiento del instrumento. Marchi mencionó una ocasión en que vio a Cerati buscar un sonido particular, y con el fin de conseguirlo sacudía con fuerza un cable en el rack de efectos, que casi rompe.
Coleman le contó a Rolling Stone que cuando vio por primera vez tocar le impactó «su estilo de guitarra rítmica tan personal» con «una mezcla de funk con reggae, que marcaba el groove de las canciones», y su uso de acordes simples con el que «hacía muchos acordes en primera posición tocados con una precisión que hacía que sonaran mucho más grandes». Marchi describió los arreglos de Cerati a «Trátame suavemente» como «cerebrales», primero la introducción del arpegio a dos notas, y después los armónicos que recubren la melodía. Señaló que en «Danza rota» hizo un rasgueo con una «velocidad al estilo disco de Nile Rodgers», que complementó con arpegios repetidos como si fuera un riff. El periodista Carlos Iogna Prat de Todo Noticias dijo que «Estoy Azulado» presentó un trabajo de guitarras «interesante» al usarse dos compresores y una mezcladora «antes de enchufarla al amplificador que dividió el sonido en cuatro señales», y en «Observándonos (Satélites)» «invirtió una parte de la cinta con la guitarra y tuvo un particular efecto». En la última canción, si bien Marchi dice que el bajo de Bosio determina la armonía, la guitarra de Cerati «tiene su momento David Byrne» en algunos compases.
Jalil en Rolling Stone afirma que Signos incluye algunos de sus mejores riffs. Es también en donde Giordano dice que Cerati usa la guitarra acústica en un rol fundamental, precisamente en la canción «Signos» le da un gran protagonismo que destaca especialmente en la introducción tocada de manera progresiva. En la gira del álbum usó una guitarra con cuerdas nailon para interpretar solo este tema. En 1988, Cerati en «En la ciudad de la furia» rescató un arpegio de entrada en mi menor7 de sus clases con García Berro, y una serie de acordes con los que jugaba en su adolescencia.
En Canción animal tomó un estilo más riguroso con guitarras ruidosas «pre-grunge». Para la canción homónima empleó un solo que tocó con un EBow. Las guitarras en el solo de «De música ligera» y en «Un millón de años luz» hacen un sonido de gaita, lo que han relacionado con sus orígenes irlandeses. Coleman comentó que hasta Canción animal el sonido de la guitarra «evoluciona con una coherencia», y que en Dynamo la «distorsión tan buscada y texturada llegó al extremo: había capas y capas de distorsión». Rolling Stone dijo que no volvería a escucharse esa distorsión hasta Ahí vamos, Casciero en Página/12 dijo que Ahí vamos tiene una decena de capas de guitarras, y a su vez mencionó a la guitarra como el «arma de destrucción masiva» del álbum.
Una de las actuaciones de Cerati más aclamadas como guitarrista es la interpretación de «Génesis» en el MTV Unplugged, ejecutó un solo ampliamente elogiado por analistas, el músico y periodista Iván Nieblas dijo que fue «un ejecutante limpio y con un gran gusto para elegir las notas y explosiones justas. Para muchos este es el gran momento de Cerati como guitarrista». Fernando Cárdenas de Radio Nacional resaltó sus arreglos a los temas de Los 7 Delfines cuando tocó con la banda en vivo, en «Ni una vez más» aportó con su guitarra un «sonido envolvente bastante similar a un sintetizador». De igual forma destacan cuando cerró su presentación final en Caracas con el tema «Un lago en el cielo», terminó con un solo de guitarra «lisérgico» y extendido casi dos minutos, que «coronó» el concierto.

### Samplersy computadora
Cerati en varias de sus composiciones usó samples, tomaba fragmentos de canciones de una amplia gama de artistas que modificaba para utilizarlas en las suyas. Comenzó a hacer esto con un sampler Akai MPC60 que incorporó Tweety González en 1989, influido por los aportes de Daniel Melero en Canción animal, continuaron hasta consolidarlo en Colores santos, que sentaría las bases de Dynamo. En algunos casos no hizo técnicamente sample, sino que los ejecutó propiamente. Todo esto motivó a que sus detractores lo acusaran directamente de cometer plagio o copia, aunque nada llegó a salir en tribunales. En 2010, en negación a estas acusaciones, respondió: «La apropiación sonora es tan válida como la creación de cero. Así se construyó toda la música de los últimos años, en base a los samples». Autosampleaba de su obra, el instrumental «+Bien» lo compuso a base del solo de «Entre caníbales». También incorporó sonidos como los latidos de su hijo en «Pulsar».
Su interés por utilizar el sampler creció con sus proyectos electrónicos Plan V y Ocio; Medida universal sirvió de génesis para la concepción de Bocanada, compuesta en gran parte con un MPC3000. De acuerdo con Rolling Stone, Bocanada es uno de los pocos álbumes del rock argentino que tiene tantos samples y tan reconocibles, desde Elvis Presley, Claude Debussy, The Spencer Davis Group, Focus, John Barry, Electric Light Orchestra, Gary Glitter, The Verve, hasta Los Jaivas, todos acreditados en el disco. Cerati le dijo a Zona de Obras en 2000 que el disco contiene mucho de sampledelia, y declaró que había señalado las muestras usadas que pudieran generar algún tipo de problema como Focus, de quienes no podía ejercer contacto para los derechos de «Eruption» de Moving Waves (1971), parte esencial de la composición de «Bocanada». «Cuando sampleas una cosa y funciona hay que usarla. [...] Creo que lo importante es transformar el sample en una canción, darle un valor diferente». Siempre es hoy al principio seguía con la misma línea sampledelia de Bocanada, pero gradualmente reemplazó muchos de los muestreos por ejecuciones reales, algo que hizo con guitarras en su totalidad en Ahí vamos.
Cerati es considerado uno de los precursores en el uso de nuevas tecnologías aplicadas a la música, según sus palabras, esto lo hizo ser más «artesanal». Junto con Roken son el primer exponente latinoamericano que trajo «una nueva onda electrónica europea, pero con sabor latino» con sonidos digitales por medio de grabaciones, ecualizaciones y efectos añadidos a través de un ordenador en directo, a la que llamaron laptop jam. Cuando aparecieron las computadoras compró una Commodore 64, pero en ese tiempo no había aplicaciones musicales; recién a finales de los años 1980 aparecieron los primeros softwares y los instrumentos que Soda Stereo tocaba ya eran electrónicos. Cerati no trabajó con computadoras sino hasta Amor amarillo, en 2003 dijo sentirse impresionado en su capacidad de manipular el tiempo. Expresó que componer y tocar en computadoras y samplers le era tan normal como hacer una canción «tradicional» con guitarra, y llamó a su portátil su «estudio de grabación móvil». Una vez que estuvo sin guitarra en un hotel, agarró la portátil y tomó pedazos de varios temas con distintos tonos, así comenzó a crear «Crimen» y «Me quedo aquí», método que igualmente usó en algunas otras canciones también incluidas en Ahí vamos mediante Ableton Live, una aplicación que utilizó a partir de Siempre es hoy y con la que hizo todas las melodías de Fuerza natural sin utilizar guitarra.

### Voz
Cerati era barítono con un amplio registro y dominio vocal de agudos y graves. El periodista Gustavo Arellano de la revista OC Weekly describió su «magnífico timbre» como «un bajo profundo resonante capaz de alcanzar cómodas notas altas, la voz de un ser superior vibrando a través de los parlantes y en las mentes de todos». Claudio Vergara de La Tercera dijo que tenía una manera de cantar con muchos giros y cambios de timbres de una manera «súper atractiva» que demostraba su «riqueza vocal». Jalil en Rolling Stone recordó que tenía un tono «seguro y cálido» y que por momentos su color de voz cambiaba por «un registro más imperativo». Mariano del Mazo dijo que al cantar tenía «la mejor dicción del rock argentino». Entre los elementos de Soda Stereo que destacó Marchi a partir de Nada personal, que estuvieron ausentes en el primer álbum, está la presencia de la voz de Cerati «que adquiere un cuerpo completamente diferente que permite el despliegue de todos sus matices».
Cerati señaló a Bocanada un disco de interpretación en donde remarca la voz como gran parte de su esencia, en comparación a sus discos anteriores que le dificultaba, por el apuro que tenía al momento de cantar o por la escasez de sistemas de grabación como Pro Tools, pero al grabarlo desde su casa lo tomó con más calma, lo que reflejó en su voz más expresiva. Su desempeño vocal en 11 episodios sinfónicos recibió elogios, Polimeni lo calificó de «sencillamente descomunal», y concluyó: «nadie en la historia del rock argentino cantó con tal solvencia técnica». Cerati resaltó: «En cuanto a mi voz, el paladeo verbal que hay en ese disco resulta notable». La Nación dijo que, distinto a lo «calculado y contenido» que estuvo en el Teatro Avenida, en el Auditorio Nacional de México tuvo «soltura y vitalidad», permitiéndose «jugar con fraseos e inflexiones» como la realización de un beatboxing que improvisó antes de cantar «Hombre al agua».
Para la revista Rockaxis, su forma de cantar en Siempre es hoy alcanzó una madurez, «este puede ser el disco donde vocalmente se encuentra en su punto». Rolling Stone dijo que en «Al fin sucede» su voz se escucha «increíblemente juvenil». Infobae de Perú resaltó en el concierto de Soda Stereo en Lima que «Cerati no necesitó de artimañas para lucir su voz». Marchi comentó que en «El mareo» cantó todo el tema con una «voz narcótica, interpretando como un actor la narrativa de la letra», lo que consideró «un registro raro para la expresividad de Cerati, que podía hacer estallar cualquier canción», y que aquí dejó en manifiesto que «podía hacerlo también cantando como si le hubieran suministrado un ansiolítico».

### Otros instrumentos
Cerati en una entrevista para la revista Rolling Stone en 2006, dijo que le gustaba mucho tocar el bajo y que tenía «como buen feeling para tocarlo». Lo ejecutó en los demos de Canción animal como «Hombre al agua», en el álbum Conga (1991) de Melero, y en Colores santos, donde usó el Fender Precision Bass de Bosio. En Dynamo los dos invirtieron sus roles en «Camaleón» y lo replicaron en las presentaciones en vivo. En sus álbumes en solitario siguió con el bajo, varias pistas de Fuerza natural las pulsó él, en «He visto a Lucy» ocupó un Höfner 500/1, en otros casos lo sustituyó con un teclado porque tenía un sonido profundo en comparación con un bajo tradicional. Tocó teclado, mayormente en Colores santos, y sintetizador, aunque no sabía mucho. Amenábar lo consideraba un baterista en el fondo, puesto que componía desde el groove y la percusión, aunque él en un momento llegó a decir: «Soy un pésimo baterista en la práctica, pero un buen "baterista mental"», y rara vez se sentaba en la batería. En Soda Stereo hacía las programaciones de las baterías tanto en estudio como en vivo, mismo que realizó en todas las pistas de Amor amarillo. Llegó a utilizar vibráfonos y armónica.

### Composiciones y letras
Cerati preconcebía los títulos antes de empezar la composición y trataba de mantener la base de esa idea, algunas veces quedaba como el nombre definitivo. Por lo general, solía empezar con la música y lo disfrutaba hacer más que escribir las letras, sus temas tienen una introducción instrumental como de un minuto. Su figura como compositor empezó a notarse más en Nada personal, y dio un salto evolutivo más evidente en Signos. De acuerdo con Diego Giordano, en este último abandonó el esquema tradicional en una canción y lo reemplazó por un concepto dinámico, formal y más elaborado, y es donde apareció «la síntesis de heroísmo y melancolía» que utilizó para componer los mayores éxitos de Soda Stereo como «En la ciudad de la furia» y «De música ligera». En Canción animal Cerati sintió que pudo incorporar de forma no tan consciente elementos musicales que no eran propiamente de la época, de manera que rompió con como venía componiendo hasta entonces, como algunas canciones que hizo en solo tres acordes. Juan Morris dijo que en este disco dio el salto definitivo como compositor, estando casi a la altura de García y Spinetta, la guitarra ya no era lo más fundamental para que hiciera sus canciones, ahora iba más por el lado del groove, armaba toda una base rítmica.
Cerati es considerado uno de los letristas más influyentes del rock latino; en sus canciones solía hablar de fluir, el aquí y ahora, la espiritualidad, el amor, el desamor, la evolución, la mentira, la imaginación y la fábula. No obstante, a veces colaboraba con otros al considerar que tenía sus limitaciones, y que aumentaba la creatividad. El periodista Claudio Kleiman dijo que dos de los temas más conmovedores en Fuerza natural son «Tracción a sangre» y «Cactus», que escribió solo. Vergara en su análisis a «En la ciudad de la furia» dijo que tenía esa capacidad desde sus orígenes como publicista, «de instalar ciertas palabras, ciertas frases en el inconsciente colectivo. Y “la ciudad de la furia” quedó instalada como uno de los apelativos más conocidos de Buenos Aires y de cualquier ciudad que sea relativamente tumultuosa». Carlos Schilling de La Voz del Interior resaltó su «capacidad de condensar situaciones y sentimientos en fórmulas casi publicitarias, tremendamente eficaces y misteriosas al mismo tiempo» como «Signos». Morris dijo que si en los comienzos de Soda Stereo las frases de Cerati parecían como eslóganes musicales, en «Un millón de años luz» el estribillo constante «No vuelvas» sonaba como un mantra. El crítico Juan Carlos Garay dijo: «es uno de los pocos artistas que logran que nos aprendamos ciertas letras por el simple encanto de su sonido, sin llegar a entenderlas jamás».
Según decía, aunque perseguía una «belleza poética» en sus letras, a veces estas también cumplían «la función de ponerle contenido» a lo que quería cantar como melodía. Tenía «las melodías en forma fantasma» y cantaba cualquier cosa poniendo determinadas palabras en el estricto sentido musical para después replicar fonéticamente lo que había balbuceado, y de ahí salía la letra luego de escuchar lo que había cantado. Dijo comprender desde Nada personal la «herramienta» de escribir para «llenar esos espacios melódicos con palabras». Mantenía consigo un cuaderno con anotaciones de palabras poco habituales en el lenguaje castellano, con la intención de descubrir sus sonoridades y el color, y para poder hallar las rimas las ordenaba alfabéticamente al inverso, es decir, por su última letra. Bosio reveló que Cerati tenía una obsesión de que las letras sonaran similares al inglés, debido a que el idioma del que se originó el rock, expresaba mucho con palabras cortas en monosílabos. «Entonces, él encontró en las esdrújulas del castellano repartirlas en tres sílabas y empezar a hacer con eso melodías, y así vinieron “Prófugos”... y un montón de letras de Gustavo que están hechas de esa manera».
Comenzó a hablar sobre él en Nada personal, aunque frío y distante. Para el escritor Eduardo Berti, Signos es el primer disco con temas de autobiografía. Cerati aseguró que sus canciones más románticas, no las hizo estando enamorado «sino por añorar o profetizar un estado ideal», y citó como ejemplo a «En remolinos», que escribió sobre la esperanza en un momento caótico de su vida. Tras la crisis de diciembre de 2001 en Argentina, confesó que al momento de hacer las canciones de su próximo álbum, que si bien sentía y vivía lo que pasaba en su país en ese momento, él optaba por estar aislado y desconectado de la realidad, en su lugar de terreno de fantasía que necesitaba. Acusado de no relacionarse con el entorno social porque sus «canciones están escritas en primera persona», con cosas que tenían que ver con él «o que son demasiado metafóricas», respondió que era «imposible» que eso no lo influyera. Taverna argumentó: «No se hace política solo hablando de fusiles y revolución. La canción “Dietético”, parece un tema trivial y frívolo, pero dice “el régimen se acabó”, había que haberla entendido treinta años antes». En 2019, Schilling escribió sobre «¿Por qué no puedo ser del Jet-Set?», que parte de sus versos «siguen siendo la mejor síntesis del choque cultural de clases aún vigente en la sociedad argentina», y en cuanto a las letras en general del primer disco de Soda Stereo, dijo que «son de una ironía anticipatoria del neoliberalismo mucho más lúcida que cualquiera de las canciones de Sumo o Los Redonditos de aquella década [de los ochenta]». En Soda Stereo y Nada personal, Cerati retrató temas de la época como el culto al cuerpo y la medicación diaria («Dietético», «Mi novia tiene bíceps» y «Te hacen falta vitaminas»), la creciente adicción a la televisión («Sobredosis de TV»), la cosificación en las relaciones humanas («El tiempo es dinero» y «Nada personal») o la guerra fría («Un misil en mi placard» y «Observándonos [Satélites]»). Schilling definió los dos primeros álbumes de la banda «una especie de retrato anticipado de la década de 1990», pero que cuando este período llegó «la poesía de Cerati perdió algo de ese filo inicial y se volvió menos inmediata, ya no orientada a descifrar los signos de la época, sino ensimismada en sus propias imágenes que no obstante seguían siendo insinuantes». Dijo que a partir de Bocanada, «empieza el período menos interesante de su lírica».

### Colaboraciones
Desde 1984, Cerati colaboró con otros músicos; el álbum debut de Soda Stereo contó con Richard Coleman, Daniel Melero y Gonzalo Palacios de Los Twist. En su primer trabajo fuera de Soda Stereo, Colores santos, tuvo aportaciones de Flavio Etcheto y Carola Bony. Participó en los dos álbumes de Fricción: en Consumación o consumo (1986) añadió guitarras y sintetizadores en algunos temas, y produjo Para terminar (1988), en el que ejecutó un solo de guitarra. Cerati coescribió canciones con Coleman, Isabel de Sebastián, Jorge Daffunchio, Melero, Charly García, Pedro Aznar, Etcheto, Francisco Bochatón, Pablo Schanton, Leandro Fresco, Shakira, su hijo Benito, Adrián Paoletti, entre otros.
Entre 1988 y 1992 efectuó varias contribuciones; tocó la guitarra rítmica en el tema «La bestia humana» de la banda mexicana Caifanes, y comenzó su asociación con Melero en su álbum debut como solista Conga. Cantó en tres pistas del álbum Grito en el cielo vol. 2 de Leda Valladares: «La gota cava la piedra», «De vicio me has de aborrecer» y «En otro poder», y luego en «Vietnam» de Nadie sale vivo de aquí de Andrés Calamaro. Junto con García y Aznar intentó formar un trío llamado Tango 3, de esas sesiones quedó el tema que coescribieron los tres: «No te mueras en mi casa», incluido en Filosofía barata y zapatos de goma de García. Más tarde, Cerati tocó para los dos en la canción «Vampiro» de Tango 4, y también en «Arcos» de Algo mejor de Fabiana Cantilo. Participó en los álbumes debut Fin de semana salvaje de Los Brujos y Pasto de Babasónicos, produjo L7D de Los 7 Delfines y tocó en «Terror de mi vida» de Aguirre, con Bosio como productor.
En 1995, volvió a colaborar con Los Brujos en varias pistas de su tercer álbum, Guerra de nervios. En su estancia en Chile contribuyó con artistas locales: ayudó en la grabación de la canción «Óleo» (1994) de Sien y produjo Sueños en tránsito (1997) de Nicole. Después del término de Soda Stereo, colaboró y/o produjo a artistas como Bochatón, Altocamet, Antonio Birabent, Leo García, entre otros. En 1998, junto con Andy Summers y Vinnie Colaiuta grabó una versión en español de «Bring On the Night» («Tráeme la noche») de The Police para el álbum homenaje Outlandos D'Americas, en el que cantó, tocó bajo y guitarra acústica. En 2001 cantó una reversión de «Rasguña las piedras» en Si - Detrás de las paredes de Sui Generis, y también en «Parte de las reglas» de la banda Pr3ssion.
Cerati coprodujo algunos temas de Shakira, y juntos coescribieron «Día especial» de Fijación oral vol. 1 (2005), «Devoción» y «Tu boca» de Sale el sol (2010). Participó en tres temas de Easy (2006) del DJ alemán Jörg Follert «Wechsel Garland». Tocó el solo de guitarra de «Normal» de Siberia Country Club (2011) de Coleman. Otras colaboraciones entre 2005 y 2009, añadidas después a su segundo álbum recopilatorio póstumo Satélite Cerati (2018), incluyeron «Tesoro» con Leo, «Electroshock» con Telefunka, «Sueño en gotas» con D-mente, «Desde el papel» con 202, «19» con Emmanuel Horvilleur, «Nunca iré» con No lo Soporto y «El mareo» con Bajofondo, y las versiones «Eiti Leda» con Cantilo, «I'm Losing You» con Los Durabeat, «Los libros de la buena memoria» con Lito Vitale, y «Zona de promesas» con Mercedes Sosa.

### Guitarras
Cuando formó Koala, Cerati costeó su primera guitarra eléctrica: una Faim. En los inicios de Soda Stereo, tuvo una Fender Stratocaster de color crema que después pintó de gris. En enero de 1986 compró con Bosio una serie de instrumentos en Nueva York, luego de que dos meses atrás les robaran a la banda los anteriores; adquirió una guitarra Jackson Soloist SL 1 acabado azul y una Schecter negra. Quiso recuperar la Jackson para la gira Me veras volver, después de años sin usarla; su asistente logró encontrarla y la restauró, aunque luego le tuvo que diseñar un protector porque desafinaba sola debido a que Cerati apoyaba su mano en los microfinadores cuando hacía las rítmicas. En 2008, la usó por última vez en el concierto de Emmanuel Horvilleur; antes de efectuar el riff de «Nada personal», bromeó: «Esta guitarra solo toca un tema, ¡toca sola!».

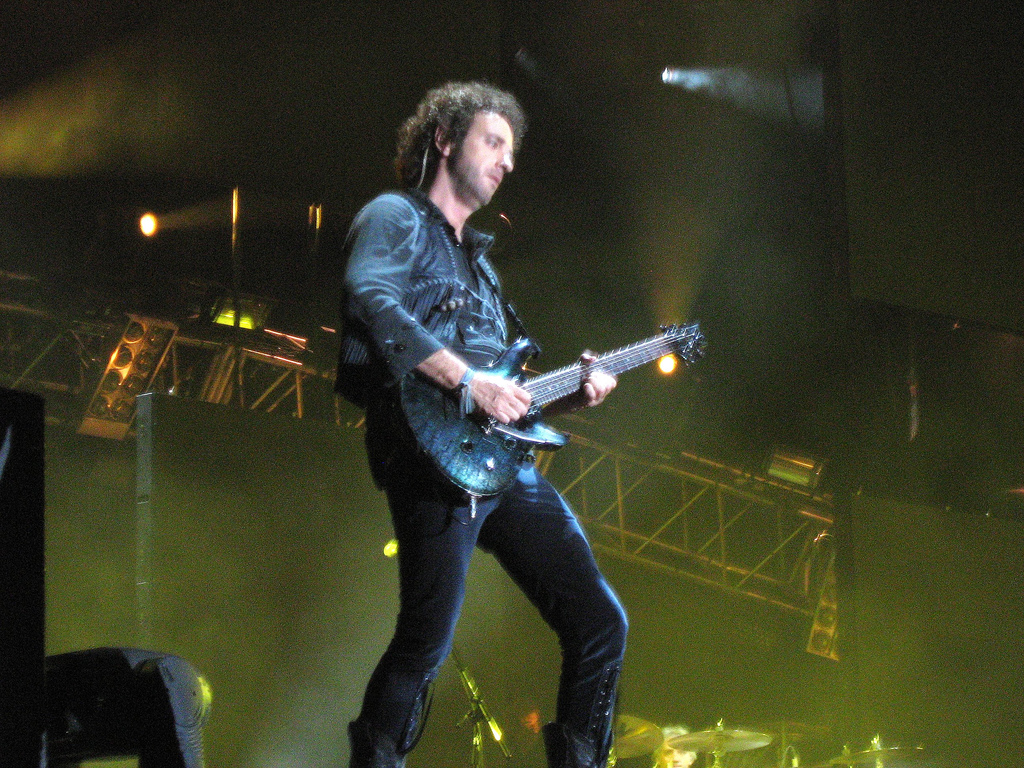
Cerati con su PRS Multifoil

En 1987, mientras estaba de gira con Soda Stereo le llegó de Nueva York a Buenos Aires una Pensa-Suhr, de sus guitarras favoritas. Al año siguiente compró una PRS Multifoil Special Model SE-24 de edición limitada, su guitarra principal desde Canción animal hasta El último concierto, mientras que en su etapa solista la alternó con otras marcas. En la gira Me veras volver usó una PRS Custom 24 que intentaba romper en el solo de «Sueles dejarme solo», pidió otra para el concierto final en el que logró desbaratarla. En el día que Cerati cumpliría 56 años, PRS Guitars lanzó a modo de homenaje una edición limitada de quince unidades del modelo 2015 Multi-foil LTD con la leyenda «gracias totales» en la tapa trasera de la guitarra.
Tenía una Fender Electric XII —que utilizó en los videoclips de «En la ciudad de la furia» y «De música ligera»—, una Kramer Baretta, una Parker Fly, una Davoli Polyphon y una Gibson ES-355 —con la que tocaba en baladas o blues como la versión de «Té para tres» en Comfort y música para volar—. En cuanto a amplificadores, usó más a menudo Vox AC30 y Roland JC 120. En su etapa solista usó Fender Telecaster, Gibson Les Paul y G&L ASAT Classic y Legacy HB. En 2010, en medio de la gira Fuerza Natural, decidió comprarse una Mosrite double-neck (doble mástil de doce y seis cuerdas) para interpretar «Trátame suavemente», en su último concierto le reveló al público: «Mandé a hacer esta guitarra solo para tocar este tema». Entre guitarras acústicas tenía una Gibson Chet Atkins, una Guild F4ce, una Alvarez Yairi de doce cuerdas, y una Taylor T5. Usó una Yamaha APX 5 que le prestó Spinetta para la grabación de Amor amarillo y la presentación en vivo.

## Imagen pública
La imagen de Cerati es una de las famosas del rock argentino; Casciero analizó la propuesta escénica que dio en el Estadio Obras en el año 2000, al estilo de un crooner electrónico vestido de blanco, y afirmó que en esa época daba conciertos considerados «algo fríos para parámetros roqueros habituales», y que cuando publicó Siempre es hoy llegó a un punto en el que «había mostrado una imagen algo desdibujada de un artista central para la historia del rock argentino. [...] como si hubiera perdido el foco por un rato», pero que con el lanzamiento y promoción de Ahí vamos, ese distanciamiento terminó.

Cerati es considerado un ícono del estilo, reinventó su imagen y estilo con cada disco que sacó e impuso moda analizada y reconocida a lo largo del tiempo por expertos. En 2009 afirmó que «no se puede separar la moda del rock. Se miran continuamente». A inicios de los años 2000, Página/12 en la descripción de su perfil lo señaló: «Moderno las 24 horas, los 365 días del año», mientras que Clarín lo comparó con Pedro Bello por lo «obsesivo con su imagen», y catalogó su relación con De Corral «extraña» porque mientras ella hacía «esfuerzos por afearse», él buscaba «nuevas técnicas» para embellecerse, lo que los hacía posiblemente «dos avanzados» porque lo normal en una pareja era que fuera al revés, un concepto que ya estaba quedando en desuso. Una de sus características más resaltables eran sus rulos negros muy cuidados, Cerati en un momento llegó a definir el estilo de su cabello: «mezcla de new wave, glam [rock] y pop».

Cerati (centro) en la época de Soda Stereo con melenas paradas y vestimentas exóticas

Con Soda Stereo son la banda latinoamericana pionera en estilismo, los primeros en tener alguien a cargo de ver sus peinados, maquillaje y ropa. Al comienzo de la carrera del trío, el centro de atención era Alberti y no Cerati porque no tenía el mismo empeño visual que el baterista al no sentirse cómodo, pero luego crecería en eso. A fines de 1984, con el cambio estético radical del grupo, usaba incluso ropas de su madre, se levantaba el pelo y se maquillaba los ojos y toda la cara, lo que al principio le hizo temer que lo llamaran gay. Ya para 1988, Marchi dijo que la imagen del trío ya se volcaba en «los ojos celestes de Cerati», pero que él se preocupaba de que los tres lucieran bien en las fotos. Era considerado un símbolo sexual, en 2006 salió en cuarto lugar en una encuesta sobre esta categoría, del suplemento Sí!. Dos años después, en un programa especial de E! Entertaiment dedicado a elegir los diez hombres más sexis de Argentina, salió en sexta posición. En 2013, Clarín lo incluyó entre los diez hombres más lindos de la historia del rock nacional.
En 1998 personificó a Che Guevara en la portada de la revista D'Mode, a raíz de eso recibió el apodo de «Cherati». De acuerdo con Marchi, «muchos lo sintieron como una afrenta [esta caracterización], porque con el correr del tiempo, cuando Gustavo Cerati se transformó en otro argentino que exportó su propia revolución por toda Latinoamérica, se empezó a decir de él que era “un cheto”», es decir, un joven de lugar privilegiado, algo que desestimó el propio Cerati como sus cercanos y autores, y que en realidad fue un muchacho que provino y mantuvo siempre sus tradiciones de origen de barrio humilde. Igualmente rechazó «la idea de que soy el tipo cool del mundo» o que era un «Dios», lo que ha desmitificado los rumores sobre su supuesta arrogancia. También descartó haber sido vanguardista, etiqueta que le dieron por haber explorado elementos sonoros a los que nadie había llegado antes, Valeria Perasso de BBC Mundo además lo llamó «clásico», y agregó entre otros rótulos: «Roquero glamoroso, cultor de un pop de avanzada, adelantado, ecléctico, intrépido».
Pero así como obtuvo elogios, también recibió críticas de un sector de la prensa y una parte del público, en 2005 el periodista Daniel Riera dijo que Cerati vivía presumiendo su condición de moderno, y si bien en la época de Soda Stereo lograba reinventar su banda «de tanto en tanto y caer siempre bien parado, ahora se limita a mantenerse a tono con la época al altísimo precio de la dilución de su identidad como artista»; consideró «justiciero» un estarcido surgido a mediados de 2003 en algunas paredes de la capital, con la cara de Cerati bajo el apodo «viejo choto», lunfardo de Buenos Aires que significa «pasado de moda»).

## Otros proyectos y publicidad
En noviembre de 1993, Cerati condujo brevemente un espacio de MTV como VJ para hacer la presentación de diversos videoclips, de los que formó parte incluyó «En la ciudad de la furia» (con Soda Stereo) y «Hoy ya no soy yo» (con Daniel Melero), y estrenó «Te llevo para que me lleves». En 2001, salió en un comercial de cerveza Quilmes, al que le compuso el tema de la campaña publicitaria «Salí para ver». Dos años después, apareció en un comercial de CTI Móvil. Durante 2002 salió en los separadores de los cortes comerciales del programa Fútbol de Primera. En 2003, condujo durante tres episodios el programa Sexo, moda y rock and roll, emitido por People+Arts. En 2006, formó parte de una campaña de Nike para promover una maratón de 10k en Buenos Aires, además de aportar una exclusiva remezcla de «La excepción» para que los corredores pudieran oírla en el entrenamiento y la carrera. En 2009, Cerati lanzó en Chile para la marca Basement de tiendas Falabella su línea de ropa para hombres llamada GC, que incluía jeans, camisas, chaquetas, trajes, corbatas y accesorios de color negro, blanco y gris con diseños inspirados en los vestuarios de Hedi Slimane para Dior.

## Labor humanitaria
Cerati hizo alocución por la defensa a la democracia. El 3 de diciembre de 1988, Soda Stereo hacía su concierto programado en el Estadio Obras Sanitarias, en pleno levantamiento militar, y en una parte del recital, Cerati habló del suceso que ocurría y sus palabras reconfortaron al público. Más tarde, respaldaría a las Abuelas de Plaza de Mayo en su trigésimo aniversario. En julio de 1992, apareció con Bosio y Páez para interpretar junto con Spinetta su tema «Seguir viviendo sin tu amor», en el marco del Festival Rock de Corazones Solidarios como cierre de ExpreSida, primera Exposición Internacional de Campañas de Prevención del VIH/sida. Cerati escribió «Luna roja» en relación con aquella enfermedad y destinó las regalías a Fundación Huésped, organización a la que volvió a ayudar para recaudar fondos como rostro en su calendario 2006. Fue el único artista argentino presente que actuó en el festival global Live Earth. Para el retorno de Soda Stereo la banda le brindó su ayuda a Red Solidaria de Juan Carr, que, además de aportar donaciones a Caritas y el Hospital Garrahan con las ganancias obtenidas en Argentina por ventas de mercancía en línea, incentivó a sus seguidores a anotarse en su sitio web para realizar labores comunitarias durante un día de 2008.
Cerati ayudó en la campaña de recaudación de dinero para los afectados del terremoto de Perú de 2007, organizada por Fundación ALAS. Decidió él mismo poner un millón de dólares para que pudieran tocar la gira Me verás volver en Perú, debido a que los promotores no tenían esa cantidad. Le envió fuerzas al país tras la catástrofe, cuando cantaba «Cuando pase el temblor» en el primero de los dos conciertos. Cambió una de sus guitarras por un cuadro de Marta Minujín para el segmento solidario Cadena de favores del programa Caiga quien caiga, a beneficio de una escuela en San Isidro de Iruya (Salta). Más tarde, esta vez para la versión chilena en apoyo a un colegio en Chiloé, intercambió otra de sus guitarras por la camiseta del Real Madrid perteneciente al exfutbolista Iván Zamorano. La Fundación ALAS también lo convocaría para grabar una canción benéfica junto con Roger Waters, y participar en el concierto que organizaron en Argentina. Junto con Shakira, Antonio de la Rúa y habitantes de José Ignacio (Uruguay) reunió fondos para la protesta contra la construcción de un predio en la laguna del balneario.
Cerati manifestó su conmoción tras el terremoto de Chile de 2010, apoyó la campaña Chile ayuda a Chile y después participó en el concierto Argentina abraza a Chile, por el que un año después los gobiernos de Chile y Argentina le otorgaron a modo de homenaje el Premio Binacional de las Artes y la Cultura al Compromiso Solidario. Durante 2011, por medio de la cuenta Twitter de Cerati su familia difundió algunas campañas de Juan Carr, mientras que sus fanáticos,  junto con la Secretaría Cultural argentina, crearon en su honor un festival benéfico llamado CeraXti, que en su tercera edición, celebrada en 2013, la Legislatura Porteña lo declaró evento de interés cultural y social.

## Vida personal

### Relaciones y matrimonios

#### Fernández y Saint Jean
Con su primera novia seria, Silvia «Silvana» Fernández, tuvieron una relación de larga duración por cuatro años, que abarcó desde febrero de 1977. En 1981, ya venía desgastada al momento en que Cerati viajó a Punta del Este y cuando regresó a Buenos Aires los dos estuvieron de acuerdo en ponerle fin. En 1982, comenzó un idilio junto con Ana Saint Jean, a quien le hizo dos temas en su corta experiencia como compositor: «Hablando de vos» y «Magia», sin relación con la canción que grabó después. Juntos iban a talleres literarios, en los que Cerati aprendió nuevas técnicas que plasmaría como letrista más adelante. En febrero de 1984, empezaba a desvanecerse el sueño de ambos de casarse y formar una familia, Soda Stereo tomaba forma y, cuando grababan su primer álbum, la relación ya no dio más y acabaron separándose.

#### Chomyszyn, Balfour y otras
En 1984, mientras Soda Stereo tocaba en un concierto, Cerati vio entre el público a una chica que le impresionó por su pelo batido, ojos delineados y maquillaje casi zombi; de nombre Anastasia «Tashi» Chomyszyn, con entonces quince años de edad, había regresado a Buenos Aires tras tener estancia en Inglaterra y cuatro años en Bélgica. Terminada la presentación, se acercó a preguntarle si le había agradado lo que había visto, y ella le respondió que no le gustaba ese estilo, esto solo lo motivó a querer lograr hacer que le encantase su música, y empezaron una relación después de salir juntos. Chomyszyn le hizo escuchar sus discos post-punk traídos de Europa, por aquel entonces desconocidos en Argentina, lo que lo nutriría en sus siguientes composiciones, tanto para Soda Stereo como para Fricción. Ella tuvo responsabilidad en el cambio de imagen de Soda Stereo; siguiendo las directrices de la moda europea, les cortó y les elevó el pelo, usando cerveza, jabón blanco o limón. Por otra parte, la pareja buscaba de ropa de los años sesenta en ferias o en los armarios de sus padres para remodelarlos y así él los utilizara. En una entrevista en 2009, Cerati la recordó como su «novia belga», que «era una especie de florero caminando, y yo intentaba imitarla en muchos aspectos». Modificó la letra de una vieja canción y la convirtió en «Juego de seducción», basándose en los juegos que ellos tenían como la «señora bien» y el mayordomo, apodado «Oliver».
Cerati salió casi un año en paralelo con María Carámbula, de también quince años de edad, y le dedicó «Danza rota» al comienzo de la relación. Después de dos años, terminó con Chomyszyn durante una gira de la banda a la que ella lo acompañó y no estuvo mucho tiempo debido a la aparición de Nöelle Balfour, una modelo y aspirante a actriz, de quien Cerati quedó apasionado e hizo novio al poco tiempo de conocer, y le pediría matrimonio, casi al finalizar la gira. Alquilaron un departamento en Recoleta (Buenos Aires) que casi nunca habitaron juntos por estar ocupados en sus respectivos trabajos, tiempo en que surgieron acaloradas discusiones que desencadenaron la cancelación del compromiso y la ruptura de la pareja. Tras el quiebre, Balfour viajó a Madrid (España) para olvidar a Cerati pero un día le llamó por teléfono para informarle que estaba embarazada. Según Morris, ese embarazo después lo perdió, mientras que Marchi recoge que solo fue una falsa alarma. Tuvieron un fortuito reencuentro en París (Francia), ya que Soda Stereo estaba de vacaciones por Europa para descansar de su ajetreado calendario. Ella decidió acompañar a Cerati y a la banda a Inglaterra como «una luna de miel de despedida», y asistieron al Festival de Glastonbury, entre las bandas que vieron estaba Simple Minds que tocó «Alive and Kicking», tema que eligieron para que Balfour entrara a la iglesia de haber concretado el casamiento. Balfour lo resumió como «un amor breve pero fulminante».
Cerati sintió atracción por la cantante Celsa Mel Gowland, quien tenía un noviazgo de seis años. Los dos se enamoraron durante la grabación de Signos, «Prófugos» relataba la resistencia de Gowland y «El rito» la confianza de Cerati en tener una relación ambos. Cuando le entregó una copia del álbum terminado, le había escrito «te quiero» en letras diminutas en todo el arte de la tapa, y el interior y la contraportada, de este modo empezaron una relación y pasaron juntos la Navidad de 1986, sin embargo, Gowland descubrió que en realidad admiraban el talento artístico del otro, y se separaron civilizadamente.

#### Matrimonio con Belén Edwards
A finales de 1986, Cerati asistió a una fiesta de Federico Moura del grupo Virus a la que también había ido Belén Edwards, una bailarina de ballet clásico que pasó a trabajar de modelo; la invitó a pasar el año nuevo con él en su departamento que había comprado recién en barrio Belgrano, y cuando llegó no salió más de allí. Edwards mantenía una relación inestable con Julio Moura que finalizó cuando el último la descubrió con las llaves de la casa de Cerati y a él en la sala de estar en ropa interior. En febrero de 1987, lo acompañó a la actuación de Soda Stereo en el Festival de Viña del Mar, aunque tuvieron que viajar por separado debido a la euforia con la que las fanáticas chilenas recibían a la banda, algo que ella no creía hasta que vio que efectivamente eran tratados como The Beatles. Estuvieron hospedados juntos en la misma habitación, donde los atendió una periodista disfrazada de sirvienta que en su crónica describió con detalle la intimidad de la pareja. Cerati llegó a tener que usar disfraz para poder salir del hotel, Edwards lo consideró divertido en el momento. Al regresar de Chile en marzo, él le propuso matrimonio de manera informal y en abril de 1987 se casaron por el civil en una ceremonia discreta celebrada en San Isidro (Buenos Aires).
La convivencia entre ellos era escasa por causa del itinerario de Soda Stereo, el grupo pudo tener una pausa y retomar sus respectivas vidas personales, una vez que terminaron de mezclar Ruido blanco, cuya arte de portada tiene como relieve uno de los símbolos de las líneas de Nazca, por idea de Edwards. Sumergido en el ambiente del mundo de la moda en el que se desenvolvía su esposa, Cerati escribió «Pícnic en el 4º B» como relato sobre las fiestas descontroladas que hacían todo el tiempo en su hogar, algo que pronto tensaría la relación. En una ocasión encontró los muebles y un equipo de música vueltos cenizas, y optó por dormir en casa de sus padres. Las giras desgastaron al matrimonio, y ambos estuvieron de acuerdo de que lo mejor era darle fin; el trámite del divorcio se llevó en buenos términos, Cerati le dejó a Edwards la residencia que habitaban y celebraron juntos la separación. De acuerdo con Morris, Cerati firmó los papeles del divorcio después de conocer en agosto de 1988 a Amenábar, mientras que Marchi dice que fue en 1989, cuando ya estaba emparejado con Paola Antonucci.

#### Amenábar y Antonucci
Amenábar de diecisiete años, acudió a una conferencia de prensa de Soda Stereo en Santiago el 12 de agosto, llevada por su tío que era periodista y que sabía de su admiración por el trío. Perteneciente al club de fanes, ella los había visto en televisión en su primera visita a Chile, con la mirada perdida en Cerati les dijo a sus amigas presentes: «Algún día lo voy a conocer, él me va a mirar, nos vamos a enamorar y nos vamos a casar y tener hijos». Después que terminó, Cerati se le acercó para invitarla a que fuera con ellos a un estelar al que iban a aparecer, pero lo rechazó y sería Alberti quien conseguiría que les diera su número telefónico con la condición de que la acompañara alguna amiga. Amenábar y Cerati viajaron al programa sentados uno del lado del otro hablando la mayor parte del trayecto de música. Unos días después, Cerati le pidió que fuera al hotel que alojaba y se dieron su primer beso. A la familia de Amenábar le preocupaba la idea de que saliera con un hombre casado doce años mayor, en especial a su progenitora, quien se negó a firmar una autorización para que su hija viajara a la gira de Soda Stereo, Cerati siguió yendo a Chile cada vez que podía a verla en los meses que transcurrieron hasta que se le dificultó, por lo que su relación la tuvieron que mantener a distancia.
Existe imprecisión sobre la fecha en que Cerati conoció y se relacionó con Antonucci, quien en ese momento era la novia de Alberti. Según Morris, esto ocurrió a fines de noviembre de 1988, mientras que Marchi relata que esto habría sucedido en junio de 1989. El lugar en donde se produjo el primer encuentro fue en la casa del baterista, y, según Antonucci, todo el entorno notó la conexión instantánea entre ellos, incluido Alberti. Siguiendo con el relato del último autor, su relación con Alberti habría surgido a inicios de 1989, y para finales de septiembre ya era la pareja formal de Cerati, lo que aumentó las tensiones dentro de Soda Stereo. En febrero de 1990, Antonucci sufrió la pérdida de un embarazo que los dejó con un vacío. Vivieron inicialmente juntos en casa de los padres de Cerati, luego en un departamento que les prestaron los tíos de Antonucci hasta que Cerati compró uno en avenida Figueroa Alcorta. En el lugar, tomaban ácido lisérgico y se quedaban despiertos todas las noches observando el techo que habían decorado con dibujos que habían hecho ellos mismos.
Cerati empezó a componer canciones inspiradas en Antonucci que conformarían Canción animal, para la homónima le pidió a Melero que hiciera la letra describiendo su relación, el resultado dejó sorprendida a la pareja por su gran exactitud. Solían reunirse de repente a cenar con él y su novia, la actriz Vivi Tellas, pero para cuando estos dos terminaron, la asiduidad con la que visitaba a Cerati, aumentó. Esto le empezó a generar primero incomodidad y después celos a Antonucci, que veía una sintonía más allá de lo musical por parte de Melero. Trabajaba para Soda Stereo ayudando en la parte de vestuario, pero el hecho de tener que enfocarse más en su novio que en ella misma la deprimía; para 1991, la relación era cada vez más insostenible, y tras las presentaciones en el Teatro Gran Rex, Antonucci le comunicó a Cerati que iría a estudiar un tiempo a Europa, en respuesta le pidió que hicieran el pacto de no hablarse nunca, algo que él cumplió. Ese año, Cerati empezó a hacer viajes secretos y esporádicos a Chile para visitar a Amenábar, a quien en realidad nunca había dejado de ir a ver pese a que llegaron a estar distanciados en algún momento por las giras, problemática persistente en sus nuevos encuentros, y a raíz de eso le mandó un manuscrito a Amenábar que más tarde se convertiría en la canción «No necesito verte (para saberlo)».

#### Matrimonio con Cecilia Amenábar

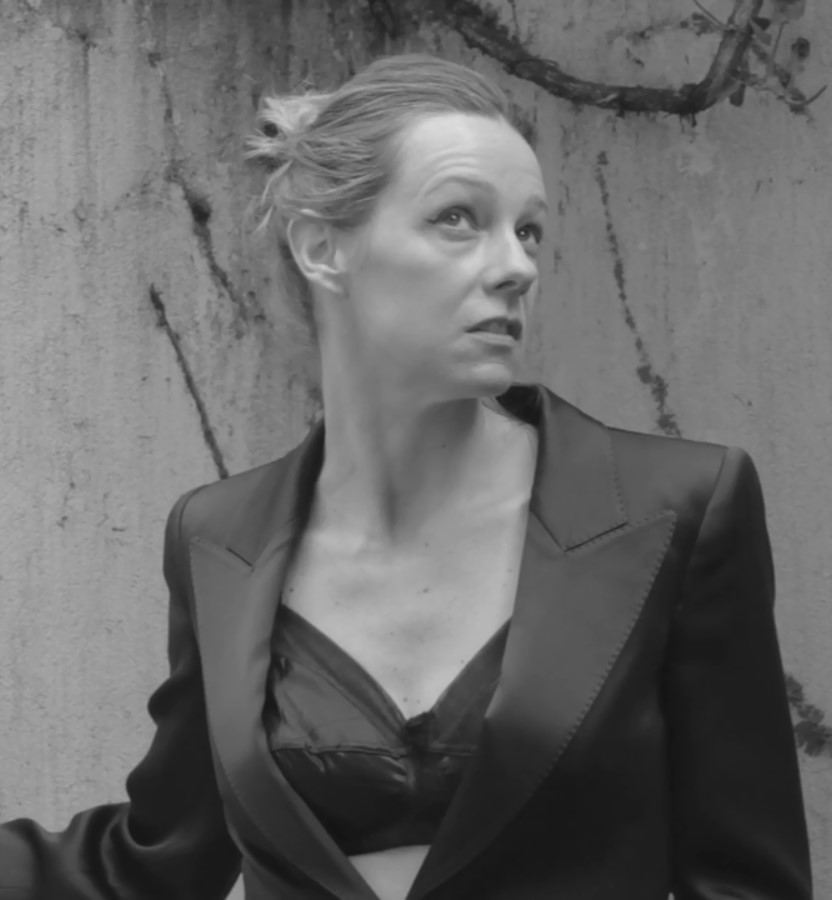
Cecilia Amenábar en 2015

En 1992 viajó a Chile decidido a tener una relación estable con Amenábar, con quien pasó dos semanas, periodo en el cual pensó en su vida fuera de Soda Stereo. En diciembre la llevó a Buenos Aires a que conociera su familia, y un mes después, la invitó a la gira Dynamo. Le confesó que estaba cansado de su rutina con la banda y su deseo de formar una familia. En 1993 contrajeron matrimonio civil en Las Condes, el 19 de mayo, y el religioso en la iglesia Los Misioneros del barrio de Pedro de Valdivia Norte, el 25 de junio. Tuvieron dos hijos nacidos en Santiago, Benito y Lisa.
Los dos colaboraron en Amor amarillo, Amenábar es coautora de «Ahora es nunca» y aportó voces en «Te llevo para que me lleves» y «A merced», en este último además ejecutó el bajo. Con respecto a su inclusión, Cerati señaló que ya se dedicaba a la música: «una de las cosas que nos ha unido es su sensibilidad musical [...] no fue una superficialidad ponerla en el disco, porque ella fue la que estuvo cerca mientras yo lo estaba haciendo». En cuanto a su habilidad musical, explicó: «Ella ya tocaba el bajo, yo solo le di una líneas simples y la empujé a tocar». En otra entrevista comentó que pretendía hacer música con ella, a quien consideró que tenía «condiciones buenas» y eso los unía mucho. «Puede ser que hagamos un video juntos, aunque sea en la casa».
La pareja instalada con sus hijos en el barrio Vicente López de Buenos Aires tras el fin de Soda Stereo, en febrero de 2001 comenzó a tener problemas que desencadenaron en la marcha de Cerati del hogar. A pesar de su separación concretada en febrero de 2002, poco después coincidieron en un concierto de Mouse on Mars y bailaron de forma espontánea. Amenábar dijo: «La música tiene un poder curativo enorme».

#### Deborah de Corral
Cerati y De Corral se habían llevado bien siempre, habiéndose conocido los dos en el peor momento de crisis de Soda Stereo, y cuando la banda se separó, ella lo haría de Alberti, con quien había estado en una relación desde la época en que Cerati iba convertirse por primera vez en padre. Coincidieron en Londres, el primero había ido a la ciudad a grabar «Verbo Carne» y a mezclar Bocanada, y la segunda estudiaba ingeniería de sonido; lo visitaba al estudio diario, y empezaron a sentir algo mutuo. De vuelta a Argentina, coincidieron en fiestas y actuaciones, hasta que emergió lo que sentían. En una entrevista para Rolling Stone en 2003, al ser consultado sobre la influencia que tuvo De Corral en Siempre es hoy, respondió: «No sé si tuvo más influencia en el disco que mi separación, pero mi relación con ella fue energía positiva, me sostuvo. [...] ella fue testigo de todo el momento de creación del álbum y también participó». Además de dar coros a «Casa» y «Torre de marfil», y un silbido en «Altar», apareció parcialmente en la contraportada.
A finales de diciembre de 2001, fueron juntos a pasar el verano a Punta del Este, donde dos décadas atrás Cerati había tenido su mala experiencia con Savage; la pareja recorría las playas y los paisajes de José Ignacio los primeros días de 2002, e hicieron varias paradas allí después, pero Cerati se encantó realmente del lugar en 2004, cuando compró una casa en la zona norte adyacente a la laguna, teniendo como vecina a Shakira. En 2003, muy cerca de su antiguo departamento en Figueroa Alcorta, adquirió una propiedad en Bajo Belgrano a la que sus amigos bautizaron Casa Turrón, la compartió con De Corral y su madre, a quien dejó permanecer un tiempo más en la vivienda, incluso después de que su hija abandonara la morada en los primeros meses de 2005, por si esta decidía regresar, cosa que finalmente no ocurriría. Ya desde el año anterior pasaban por una crisis debido a que sus respectivas personalidades fuertes contrastaban; a De Corral no le gustaba vivir bajo la sombra de un músico reconocido como Cerati; él, por su parte, intentaba desesperadamente de varias maneras salvar la relación, como el asistir a unas clases de canto solo porque ella también las tomaba, en un momento en que estaban distanciándose, y quedaría completamente devastado cuando ella lo dejó.

#### Medrano, Balcarce y Bello
En 2005 Cerati inició un relación con Sofía Medrano, quien sería su vestuarista en la gira Ahí vamos. Terminaron tras la conclusión del retorno de Soda Stereo, a finales de 2007. En enero de 2008 empezó a salir con la actriz Leonora Balcarce, con quien estuvo hasta fines de 2009. En 2010 comenzó una relación con la modelo Chloé Bello, hija del conductor del programa Música total Marcelo Bello que presentó a Soda Stereo en 1983. Tenían planes de casarse en Marruecos en la segunda mitad del año; Bello lo acompañó en el segundo tramo de la gira Fuerza Natural, pero cerca de las últimas fechas tuvo que ir a Europa por asuntos de trabajo.

### Relación con Chile

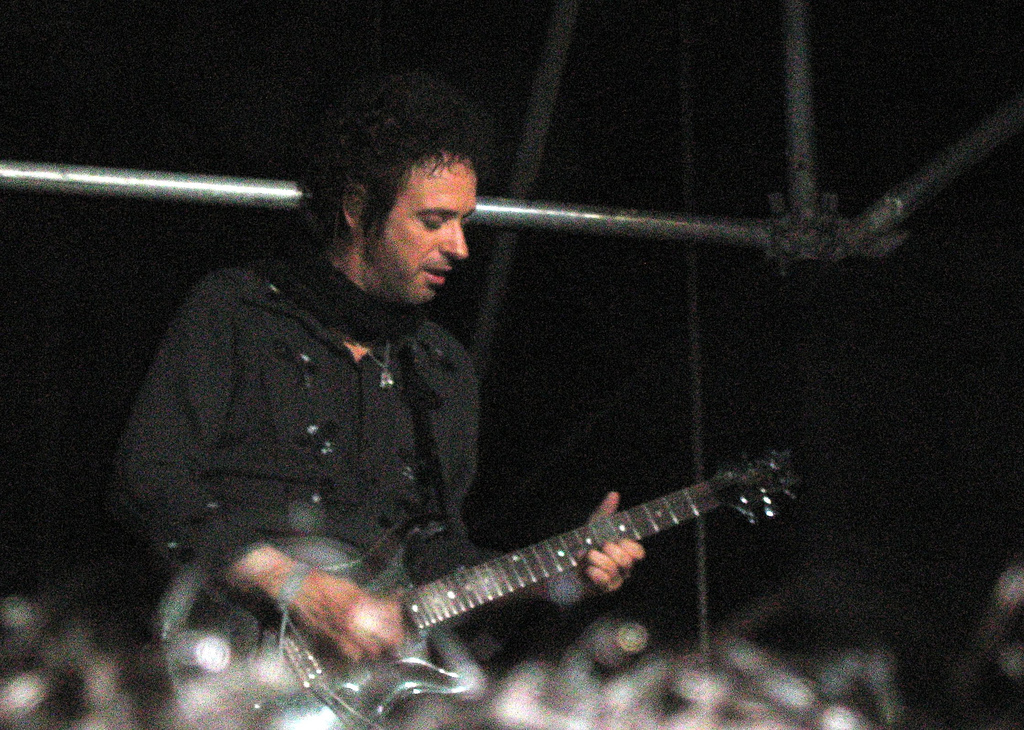
Cerati tocando en Chile en la gira Me verás volver, octubre de 2007

Mientras vivió en Santiago pudo llevar una vida tranquila, en una entrevista al diario El Mercurio en 1994, manifestó que la ciudad le representaba «calma» y que había «una timidez respetuosa» en sus habitantes, que le encantaba. Visitó a diario sitios de la escena underground local, en donde conoció a bandas como Sien y Solar, e intensificó su interés por la música electrónica, que desarrollaría luego con Plan V. Regresó a Santiago a finales de 1995, tras el segundo embarazo de Amenábar, lo que aumentó las fricciones dentro de Soda Stereo, que tuvo que adecuarse a las exigencias de su líder. En la carta que explicaba la disolución de la banda, desmintió que sus constantes viajes a Chile tuvieran algún factor determinante en la decisión, puntualizó que aun vivía en Argentina y que continuaría su carrera en su país natal, como lo era siempre. En el marco de El último concierto en el Estadio Nacional, tras finalizar «Té para tres» le confió al público: «Ustedes saben que esta también es mi casa». En la gira de prensa de Bocanada «jugaba más de local» en Santiago que en Buenos Aires, hizo una sesión de escucha en barrio Bellavista. Con su familia formada en Chile, viajaba a la playa de Zapallar y al Lago Vichuquén, incluso después de separarse de Amenábar, aunque menos frecuente. En esta última parte, tenía una casa en la que compuso «Crema de estrellas» y otros temas de Sueño Stereo.

## Legado

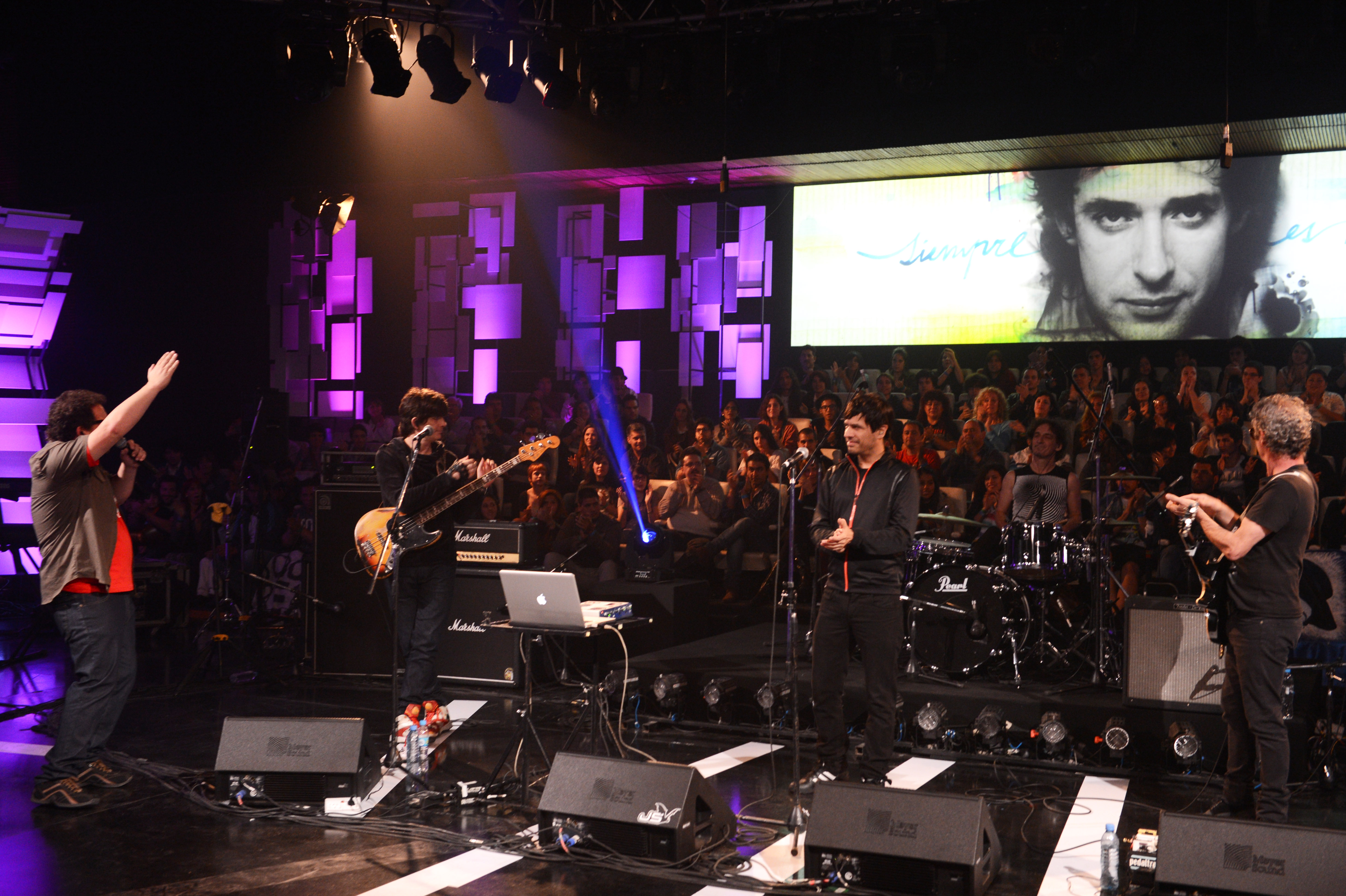
Actuación de Leandro Fresco en el homenaje a Cerati realizado por TV Pública, dos meses después de su fallecimiento

Los historiadores de Encyclopedia of Latino Popular Culture dijeron que Soda Stereo estuvo «entre los pioneros del rock en español moderno», surgieron «con un sonido distinto que los catapultó entre las grandes leyendas» y se le considera una banda innovadora. Belauza en el diario Tiempo Argentino señaló que la etapa solista de Cerati lo consagró «definitivamente como el eslabón perdido entre los dos próceres fundadores del rock argentino: Spinetta y García»; prosiguió: «A diez años de su último disco [Fuerza natural], queda la sensación de que Cerati habría acompañado de manera original la evolución de los gustos juveniles por el hip hop y el trap». Siempre siguiendo nuevas tendencias y artistas emergentes, apadrinó la «movida sónica» con exponentes como Babasónicos, Juana La Loca, Tía Newton y Martes Menta que ejercieron de teloneros de Soda Stereo, le dio mayor notoriedad en su carrera solista a los músicos de su banda de apoyo: Leandro Fresco, Leo García, Flavio Etcheto, Fernando Nalé, Pedro Moscuzza, Capri, Javier Zuker y Loló Gasparini, e influyó a nuevas generaciones como Lisandro Aristimuño, Paco Amoroso y Lucy Patané.
El diario colombiano La República aseguró que con Soda Stereo logró hacer del rock en español un negocio internacional, si bien a finales de los años sesenta Los Gatos vendían miles de copias, el director de la emisora Radiónica, Álvaro González, añadió que Cerati encontró cómo hacerlo autosostenible. Juan Morris detalló que al explotar la Sodamanía lo convirtió «en un artista que definió el rock latino para muchas generaciones», un éxito internacional que ninguno de sus pares argentinos contemporáneos había alcanzado, lo que lo hizo «único» y todos los artistas que vinieron después de Soda Stereo como Shakira, Juanes, Julieta Venegas o Café Tacvba, tuvieron a Cerati entre sus principales influencias como si fuese para ellos «el padre fundador del rock latino».
Cerati formó parte como uno más en el nacimiento de la escena electrónica en Chile, mientras que en Argentina la logró sacar del anonimato dándole mayor difusión, pues los medios locales iban a sus presentaciones con Plan V y Ocio, lo que masificó a la escena underground. «Puede ser que mucha gente se haya involucrado en la electrónica a partir de Cerati», dijo el autor Gito Minore, aunque no cree que fuera el responsable, «colaboró para eso». La locutora Olivia Luna comentó: «Cerati aportó y cambió muchísimo la escena musical, él dio como una pauta para que también muchos otros músicos, se inspiraran a través de las letras de sus canciones y también Gustavo estaba adelantado a su época, porque después se fue por un lado más electrónico, hacer producciones distintas, que no fueran nada más bajo, guitarra, batería, él empezó a experimentar con otros sonidos y dio pauta para que otros músicos lo vieran a él, como un avanzado de la época que se iba más allá del rock». La periodista chilena Paula Molina declaró: «Fue su compromiso con las técnicas y la experimentación de otros géneros, que luego fusionó e incorporó en su música, lo hizo tan popular. [...] lo que se destaca es su habilidad para hacer que la música trasciende los géneros y cruza las fronteras —música para todos los latinoamericanos―».

## Logros y reconocimientos
Antes y después de su fallecimiento, Cerati ya era considerado por parte de la prensa, músicos y críticos como un icono del rock latinoamericano. Junto con Charly García, Luis Alberto Spinetta, Andrés Calamaro y Fito Páez integraba el quinteto considerado en Argentina, los más grandes solistas del mundo del rock. En 2002 recibió con Soda Stereo el Premio Especial a la Trayectoria Artística en la primera edición de los MTV Awards Latinoamérica. En los Premios Grammy 2015 rindieron tributo en el segmento «In memorian» a artistas fallecidos el año anterior, Cerati salió bajo el título de «Latin Rock Legend» (en español: Leyenda del rock latino). A lo largo de su carrera en solitario vendió más de siete millones de discos, ganó seis Grammy Latinos, dos Gardel de Oro, tres Premios Konex, y un MTV Latino. Recibió diversas distinciones como mejor solista nacional por Rock & Pop Awards (2006), dos antorchas y una gaviota en el Festival de Viña del Mar 2007, Personalidad Destacada de la Cultura por el Gobierno de la Ciudad de Buenos Aires (2007) y Personalidad del año por CAPIF (2008). En 2007, la Sociedad Argentina de Autores y Compositores le otorgó el Gran Premio SADAIC de Oro.
En 2012, la revista argentina Rolling Stone posicionó a Cerati en el séptimo lugar de los cien mejores guitarristas del rock argentino. El 5 de diciembre de 2013 lo nombraron ciudadano ilustre por la Legislatura de la Ciudad Autónoma de Buenos Aires. El 8 de agosto de 2015, el Concejo Deliberante de Paraná (Entre Ríos) bautizó a una calle de la ciudad con su nombre. Tres días después, Google por medio de un doodle lo homenajeó con una animación junto con la frase «gracias totales», que apareció en doce países de América Latina más Bulgaria y Corea del Sur. En 2018, National Geographic lanzó un documental llamado Bios: Gustavo Cerati, que abarca desde su infancia hasta su vida profesional, el comienzo y separación de Soda Stereo, y su etapa solista. En 2020, Rolling Stone publicó una guía sobre la trayectoria de Cerati, en el que recorre su vida y obra como músico, e incluye fotos inéditas, entrevistas, testimonios, y una lista de sus mejores canciones. En 2023, la revista Billboard lo incluyó en el puesto número 33 dentro de los 50 mejores cantantes de rock de todos los tiempos, mientras que la revista estadounidense Rolling Stone lo clasificó en el puesto 230 en su lista de los 250 mejores guitarristas de todos los tiempos.

## Fortuna
Las ganancias por regalías de Cerati crecieron enormemente tras quedar en coma, y aumentaron cada vez en los cuatro años. Según informó la revista Noticias, en 2010 había ganado en derechos de autor 1.8 millones de pesos. La liquidación de SADAIC para el primer cuatrimestre de 2014 fue de 1.2 millones (142 840 dólares), mientras que en 2011 había sido de 555 000. Tenía propiedades en Argentina, Chile y Uruguay. Su estudio Unísono, ubicado en Florida (Vicente López), contiene un equipo de audio valuado en 1.7 millones de dólares. En 2012 la revista Forbes argentina valoraba que su fortuna rondaba los 50 millones de pesos. Para 2016 lo situó como el músico local que más ingresos generó póstumamente.

## Discografía
| Solista - 1993: Amor amarillo - 1999: Bocanada - 2002: Siempre es hoy - 2006: Ahí vamos - 2009: Fuerza natural | Plan V - 1996: Plan V - 1998: Plan Black V Dog (con The Black Dog) Ocio (Cerati - Etcheto) - 1999: Medida universal - 2000: Insular (EP) Otros - 1992: Colores santos (con Daniel Melero) - 2001: +Bien (banda sonora) - 2001: 11 episodios sinfónicos (sinfónico) - 2003: Reversiones: Siempre es hoy (álbum de remezclas) |

## Filmografía
- 2000: Botín de guerra
- 2001: +bien
- 2019: Gustavo Cerati: Fuerza Natural Tour, en vivo en Monterrey/MX/2009

## Giras musicales
- 1999-2001: Gira Bocanada
- 2002: Gira 11 Episodios Sinfónicos
- 2002-2004: Gira Siempre es Hoy
- 2006-2007: Gira Ahí Vamos
- 2009-2010: Gira Fuerza Natural

## Lectura adicional
- Bove, Gustavo (2019). Cerati. (Edición definitiva). Argentina: Planeta. ISBN 978-950-49-4341-9.
- del Pozo, Willy (2017). 27 relatos para resistir el temblor: gracias totales : tributo narrativo a Soda Stéreo. Perú: Ediciones Altazor. ISBN 9786124215278.
- Giordano, Diego (2019). Uniendo fisuras: Signos y la consagración continental de Soda Stereo. Argentina: Vademécum. ISBN 9789874575548.
- Minore, Gito (2021). La geometría de una flor: Gustavo Cerati y la música electrónica. Argentina: Gourmet Musical Ediciones. ISBN 9789873823503.
- Torres, Fernando (2019). Viajo sin moverme de aquí: El Gustavo Cerati que no conocías). Argentina: Gráfica América. ISBN 978-987-783-669-1.